# Mörlenbach
Mörlenbach ist eine Gemeinde im südhessischen Landkreis Bergstraße.

## Geografie

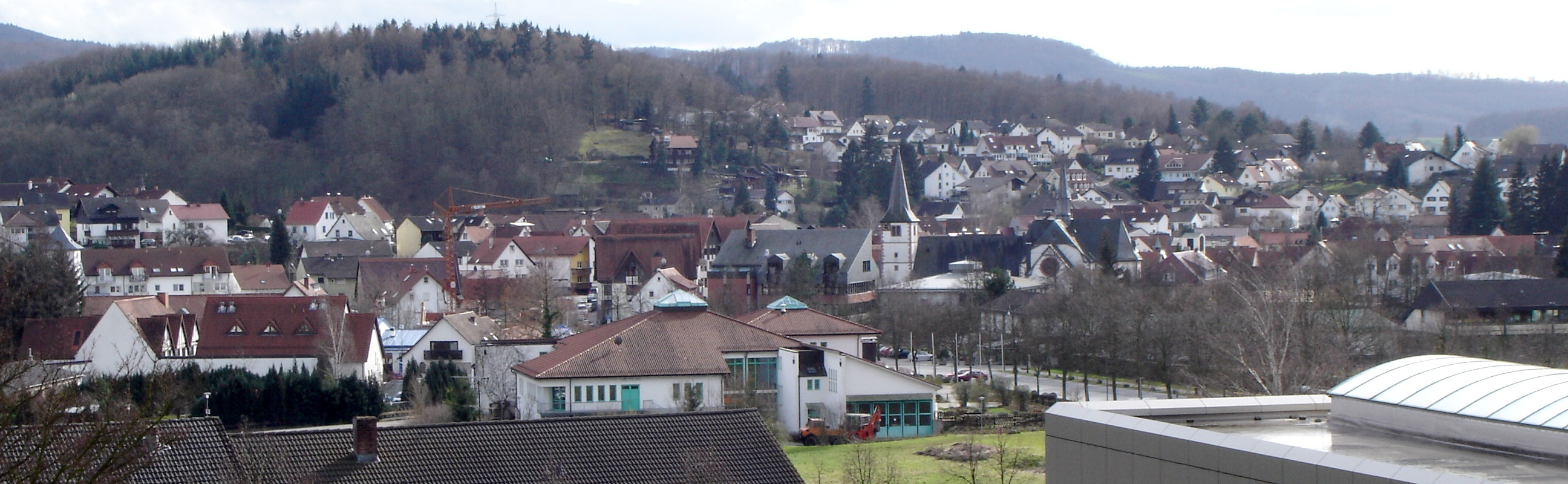
Panorama von Mörlenbach

Die Gemeinde liegt im Odenwald etwa 25 km nördlich von Heidelberg und rund 30 km nordöstlich von Mannheim. Sie befindet sich an der B 38 und wird von der Weschnitz und dem namensgebenden Mörlenbach durchflossen.

### Geologie
→ Siehe auch: Geologie des Odenwaldes
Die nachweisbare geologische Geschichte Mörlenbachs beginnt mit der Bildung des Bergsträßer Odenwalds, der sich als westlicher Teil des Kristallinen Odenwalds von Darmstadt bis Heidelberg erstreckt. In weiterer Eingrenzung liegt Mörlenbach im Gebiet des sogenannten Weschnitzplutons (ein Granodiorit). Daran grenzen (im östlichen Teil der Kerngemeinde und in den Ortsteilen Weiher und Ober-Mumbach) der Trommgranit sowie (v. a. um Vöckelsbach) eine Mischzone aus metamorphen Gesteinschollen an, von Granitoiden durchdrungen bzw. umgeben. Diese Formationen wurden verursacht durch große Bewegungen der Erdkruste in zwei verschiedenen Erdzeitaltern.
- Die Granodiorite und Biotitgranite sind im Erdaltertum (Paläozoikum) entstanden bzw. aus Altbeständen umgeformt worden. Die Größe und Verteilung der Kontinente war zu dieser Zeit ganz anders als heute:[3] „Mitteleuropa“ lag in einem Ozean-Gebiet südlich des Äquators und bestand aus kleinen Kontinenten. Damals driftete durch die Kontinentalverschiebung ein Südkontinent auf einen Nordkontinent zu. Dadurch kollidierten[4] die dazwischen liegenden „mitteleuropäischen“ Zwerg-Kontinente und in der Devon- und Karbon-Zeit (vor etwa 380–320 Mio. Jahren) erhob sich auf und zwischen ihnen das variszische Gebirge, zu dem der Odenwald zählt:[5] Infolge der Zusammenschiebungen (Subduktion) wurden einmal die alten Gesteine tief in die Erdkruste versenkt und  in dem oberen Erdmantel in ca. 15 Kilometer Tiefe aufgeschmolzen, zum Zweiten langsam – zusammen mit Magmagesteinen – zurück in die Erdkruste hochgedrückt, wo sie im Laufe von 60 Mio. Jahren allmählich abkühlten und auskristallisierten. Heute stecken im Bergsträßer Odenwald die Granite und Diorite als mächtige Intrusionskörper zwischen den Altbeständen, die zu Schiefern und Gneisen metamorph überformt wurden. Der Weschnitzpluton als größter einheitlicher Granodiorit-Verband des Bergsträßer Odenwalds entstand im Unterkarbon vor etwa 333 bis 329 Mio. Jahren. Der vor ca. 320 Mio. Jahren nachdringende Trommgranit verschweißte den Bergsträßer mit dem 50 Mio. Jahre älteren östlichen Böllsteiner-Gneis-Odenwald. Im Gebiet Weiher-Vöckelsbach entwickelte sich eine Mischzone mit granitischen Gesteinen und umgewandelten Altbeständen, z. B. Biotit-Plagioklas-Gneis-Schollen – früher als Amphibolit bezeichnet. Bei diesen tektonischen Prozessen rissen immer wieder in den Gesteinsmassen Spalten auf, in welche Schmelzen eindrangen und dort zu Ganggesteinen auskristallisierten, beispielsweise die Kersantit-Gänge auf der Juhöhe. Ältere Granodioritbestände wurden durch jüngere aplitartige Granite durchtrümmert (Bonsweiher – Ober-Liebersbach).

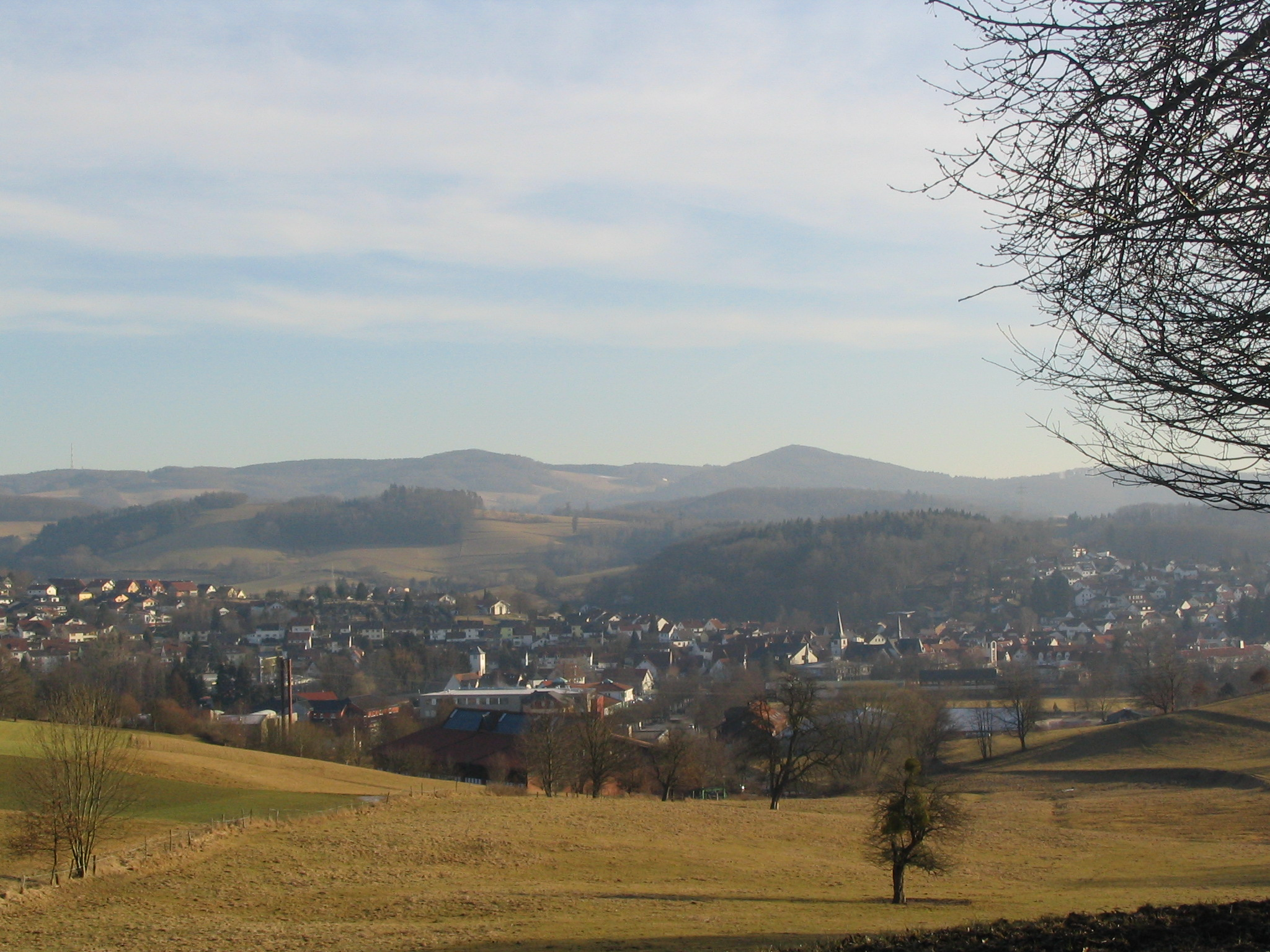
Blick von Klein-Breitenbach über das Mörlenbacher Weschnitztal zum Götzenstein und Kisselbusch bei Vöckelsbach, Rohrbach und Geisenbach: Die beckenartige und hügelig-zertalte Landschaft zwischen dem Tromm- und dem Bergsträßer Gebirgszug, die durch die unterschiedlichen Verwitterungsprozesse in Tetiär- und Eiszeit entstand, prägt das eindrucksvolle Mittelgebirgsbild des kristallinen Odenwaldes.

- Viele Millionen Jahre später – das variszische Gebirge war durch Verwitterung bereits bis zu seinem Rumpf abgetragen – kam es in Mitteleuropa wieder zu starken Bewegungen in der Erdkruste: In Verbindung mit einer Rift-Zone  vom Mittelmeer  bis an die Nordsee brach – im Tertiär vor ca. 45 Mio. Jahren – der Oberrheingraben ein.  In der Folge zerlegten viele Kreuz- und Querklüfte das Gebiet des heutigen Odenwaldes in Gebirgsblöcke und Gräben. Im Weschnitztal führten Scherbewegungen der sich gegeneinander verschiebenden Gesteinsmassen – in den sogenannten Mylonitzonen – zu einer Zertrümmerung der Granitgesteine – wie im östlichen Teil Mörlenbachs in Richtung Nieder-Mumbach. Einige Spalten im Mörlenbacher Raum füllten sich mit Quarz- und Schwerspatlösungen, z. B. an der Panoramastraße in Richtung Nieder-Mumbach oder am Steinböhl in Klein-Breitenbach. Durch ein, die Verwitterung und Abtragung begünstigendes, warmfeuchtes Tertiär-Klima und fluviatile Ausräumung des Hangschutts schnitt sich die Weschnitz tief ins Gelände ein, ebenso zersägten die Bäche der Seitentäler bei Mörlenbach die Bergmassive, deren obere Partien sich durch Risse in Blöcke teilten, die anschließend durch Chemische Verwitterung kugelförmige Felsburgen und -meere bildeten (Wollsackverwitterung), z. B. auf der Juhöhe.
- In der nachfolgenden Eiszeit herrschte im Odenwald ein Permafrost-Klima. D. h. der Boden war ständig tief gefroren. Bei Erwärmung (Ende der Eiszeit) taute die obere Schicht auf, die vom Schutt befreiten Gesteine rutschen auf dem noch gefrorenen Untergrund hangabwärts. So bildete sich aus dem Rumpf des variszischen Gebirges das heutige typische Mittelgebirgs-Landschaftsbild des weiträumigen – wie ein transmontanes Becken wirkenden – Weschnitztals und seiner Bergketten.

Zeugen der geologischen Vergangenheit sind:
- historisch: Schwerspatabbau (Baryt) Nieder-Mumbach (um 1900)
- Amphibolitsteinbruch (s. o.: Biotit-Plagioklas-Gneis-Schollen) bei Mackenheim in Richtung Vöckelsbach
- ehemalige Granodiorit-Steinbrüche z. B. bei Bonsweiher in Richtung Juhöhe
- Ansammlungen großer Granodioritblöcke auf der Juhöhe – durch Wollsackverwitterung und Abtragung des Verwitterungsschuttes entstanden
- Quarz-Baryt-Blöcke am Steinböhl in Klein-Breitenbach

### Nachbargemeinden
Mörlenbach grenzt im Norden an die Gemeinde Rimbach, im Osten an die Gemeinden Wald-Michelbach und Abtsteinach, im Süden an die Gemeinde Birkenau, im Westen an die Stadt Hemsbach und die Gemeinde Laudenbach (beide Rhein-Neckar-Kreis in Baden-Württemberg) sowie im Nordwesten an die Stadt Heppenheim.

### Gemeindegliederung
Mörlenbach besteht zunächst aus dem gleichnamigen Hauptort, in dessen Gemarkung sich die Weiler Klein-Breitenbach, Groß-Breitenbach, Bettenbach und Nieder-Mumbach befinden. Ferner gehören zur Gemeinde die im Nordwesten gelegenen Ortsteile Ober-Liebersbach und Bonsweiher mit der Siedlung Juhöhe, im Südosten die Ortsteile Weiher, Vöckelsbach und Ober-Mumbach mit den Weilern Geisenbach und ganz im Süden Rohrbach.
Leicht im Gegensatz dazu sind die Ortsbezirke mit zu wählenden Ortsbeiräten wie folgt abgegrenzt (in Klammern die Anzahl der Mitglieder des Ortsbeirates):
- Bonsweiher: ehemalige Gemeinde Bonsweiher (7)
- Mörlenbach-Mitte: Gemeindegebiet Mörlenbach ohne „Nieder-Mumbach“ (7)
- Ober-Liebersbach: ehemalige Gemeinde Ober-Liebersbach (5)
- Ober-Mumbach: Gebiet der ehemaligen Gemeinde Ober-Mumbach und Wohnplatz „Nieder-Mumbach“ der Gemarkung Mörlenbach (7)
- Vöckelsbach: ehemalige Gemeinde Vöckelsbach (5)
- Weiher: ehemalige Gemeinde Weiher (7)

### Klima
Durch die Lage nahe an der Bergstraße herrscht in Mörlenbach ein mildes Klima, das häufig in einer für Deutschland sehr frühen Mandelbaumblüte sichtbar wird.

## Geschichte

### Von den Anfängen bis zum 18. Jahrhundert
Mörlenbach entstand im Gebiet der ehemaligen „Mark Heppenheim“, die einen Verwaltungsbezirk des Frankenreichs bezeichnete. Wie im Lorscher Codex beurkundet, schenkte Karl der Große am 20. Januar 773 die Stadt Heppenheim einschließlich „Mark Heppenheim“ dem Reichskloster Lorsch. Von dort wurde die Urbarmachung und Besiedlung des Gebietes betrieben, dazu gehörte auch das Weschnitztal mit seinen Seitentälern. Der Blütezeit des Klosters Lorsch folgte im 11. und 12. Jahrhundert sein Niedergang. 1232 wurde Lorsch dem Erzbistum Mainz unterstellt. 1461 verpfändete Kurmainz diese Besitzungen an die Kurpfalz. Diese wechselte 1556 zum protestantischen Glauben und hob 1564 das Kloster auf.
Die erste Erwähnung des Ortes findet sich 795 als Morlenbach in der Urkunde einer Grenzbereinigung zum Besitz des Klosters Lorsch in der „Mark Heppenheim“. In der Grenzbeschreibung von 773 wird Mörlenbach noch nicht erwähnt. Im Zusammenhang mit der Schenkung Karls des Großen entwickelten sich Grenzstreitigkeiten zwischen dem Kloster Lorsch und der Diözese Worms, die 795 zur Einberufung eines Schiedsgerichtes auf dem Kahlberg bei Weschnitz führten, einer alten Versammlungs- und Gerichtsstätte unweit der heutigen Walburgiskapelle. Als Ergebnis dieses Schiedsgerichtes wurde eine neue Grenzbeschreibung festgelegt, die nun auch die wichtigsten Orte innerhalb der Grenzen der Mark Heppenheim benannte, nämlich Furte (Fürth), Rintbach (Rimbach), Morlenbach (Mörlenbach), Birkenowa (Birkenau), Winenheim (Weinheim), Heppenheim, Besinsheim (Bensheim), Urbach (Auerbach), Lauresham (Lorsch) und Bisestat (Bürstadt).

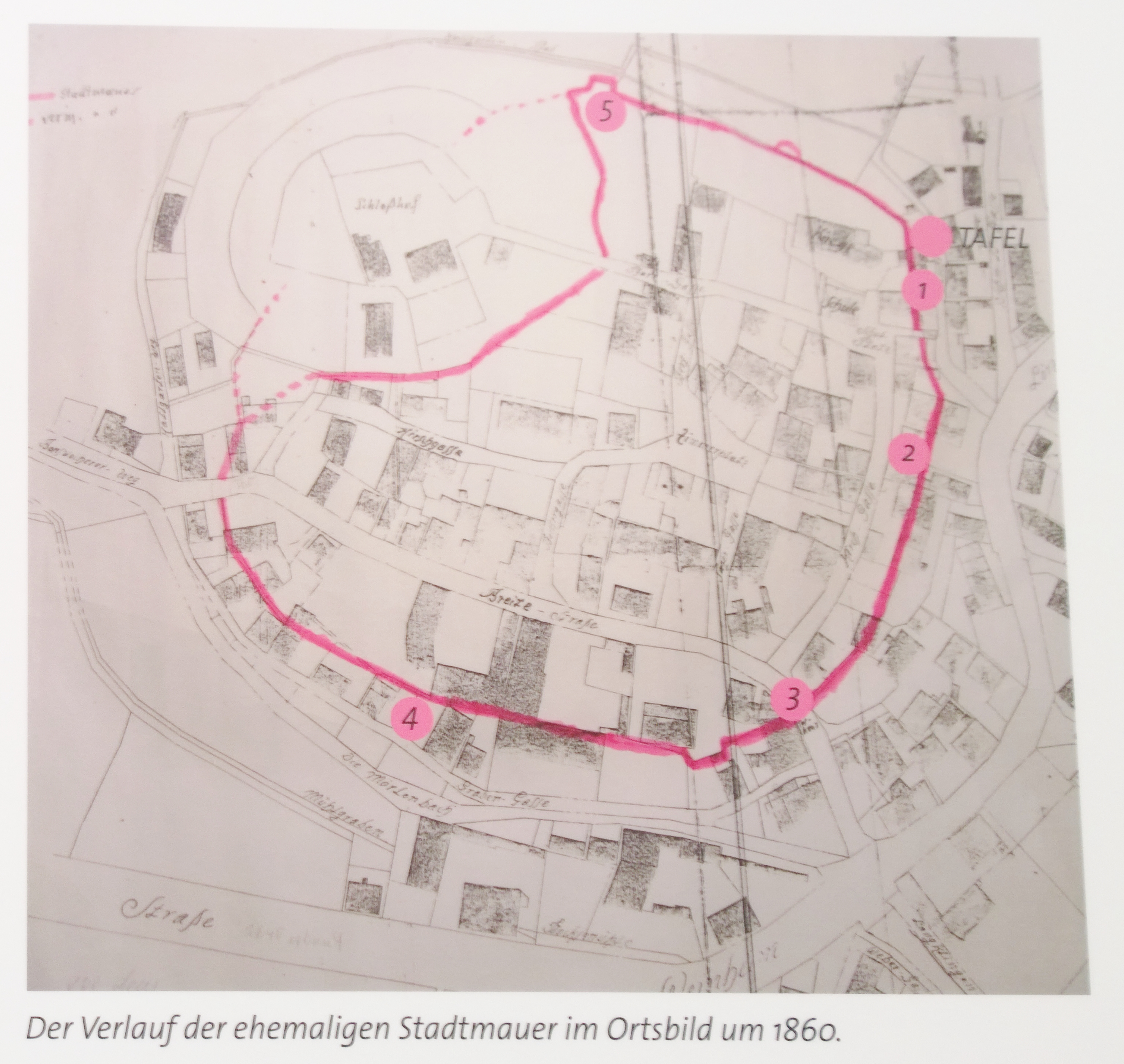
Verlauf der ehemaligen Stadtmauer auf einer Karte von 1860

Das Dorf entstand als geschlossenes Haufendorf bei einseitiger Tallage und bestand nach 900 aus sechs Huben. 1812 wurden 38 Hubengüter gezählt. Im Lorscher Codex aus dem 12. Jahrhundert werden 6 Freihuben und 28 dienstbare Huben genannt und 1812 wurden 38 Hubengüter, 59 Wohngebäude mit 391 Seelen gezählt. Aus dem Jahr 1648 wurde von vier Mühlen in Mörlenbach berichtet, und 1927 sind noch die Brehms-, Juden-, Schützen-, Stein- und Weschnitzmühle dokumentiert. Zeitweise besaß Mörlenbach Stadtrechte. So befreite Erzbischof Diether von Mainz 1459 die Einwohner von Mörlenbach von Weidgeld, Fron und Atzung, unter der Bedingung, dass sie mit der unter seinem Vorgänger begonnenen Befestigung des Fleckens fortführen.
1267 wird erstmals ein Burggraf auf der Starkenburg (über Heppenheim) genannt, der auch das „Amt Starkenburg“, zu dem Mörlenbach zählte, verwaltete.
Aus dem Mittelalter sind eine Anzahl Grundherren namentlich überliefert. So Ludwig der Strenge, Pfalzgraf und Herzog von Bayern (1273). Heinrich von Mörlenbach schenkte 1294 Güter dem Kloster Lorsch. Dessen Familie wurde als Burgmannen der ehemaligen Wasserburg Mörlenbach erwähnt. Aus dem Jahr 1308 ist ein Vergleich zwischen Kurmainz und Kurpfalz überliefert, in dem bestimmt wurde, dass die Güter der unteren Abtei Mörlenbach des Klosters Lorsch dem Stift Mainz gehörten, was 1344 bestätigt wurde. Dieter von Hattenkeim wurde 1357 ein Wittum für seine Ehefrau aus dem Zehnten und der Fruchtgült zu Mörlenbach durch Pfalzgraf Ruprecht bewilligt. Über weitere zeitweise Rechte an Mörlenbach verfügten Henne von Bensheim, Anna von Frankenstein, Hans von Hirschhorn, Junker Heinrich von Schwanheim, Konrad von Frankenstein und der Propst von Lorsch. Mörlenbach besaß zeitweise die Stadtrechte und die Ersterwähnung der Stadtbefestigung stammt von 1454.
Seit 1426 urkundlich belegt, existierte bis ins 19. Jahrhundert eine Burg Mörlenbach im Ort, die später als Landgut benutzt wurde, bis sie unter der Kurpfalz ihre Bedeutung verlor und verfiel.
Im Verlauf der für Kurmainz verhängnisvollen Mainzer Stiftsfehde wurde das Amt Starkenburg an Kurpfalz wiedereinlöslich verpfändet und blieb anschließend für 160 Jahre pfälzisch. Pfalzgraf Friedrich I. ließ sich für seine Unterstützung von Erzbischof Diether – im durch die Kurfürsten am 19. November 1461 geschlossenen „Weinheimer Bund“ – das „Amt Starkenburg“ verpfänden, wobei Kurmainz das Recht erhielt, das Pfand für 100.000 Pfund wieder einzulösen.
In den Anfängen der Reformation sympathisierten die pfälzischen Herrscher offen mit dem lutherischen Glauben, aber erst unter Ottheinrich, Kurfürst von 1556 bis 1559, erfolgte der offizielle Übergang zur lutherischen Lehre. Danach wechselten seine Nachfolger und gezwungenermaßen auch die Bevölkerung mehrfach zwischen der lutherischen, reformierten und calvinistischen Religion. Das Kloster Lorsch wurde infolge der Reformation 1564 aufgehoben.
Im 16. Jahrhundert gehört die Pfarrkirche in Mörlenbach zum Weinheimer Landkapitel und hat 12 Filialen: Buchklingen, Groß- und Klein-Breitenbach, Kunzenbach, Ober- und Unter-Liebersbach, Nieder-Mumbach, Mackenheim usw.; 1812 waren aber nur noch sieben Dörfer zu Mörlenbach eingepfarrt.
Im Laufe des Dreißigjährigen Krieges (1618–1648) eroberten spanische Truppen der „Katholischen Liga“ die Region und stellten damit 1623 die Kurmainzer Herrschaft wieder her. Dadurch wurde die durch die Pfalzgrafen eingeführte Reformation weitgehend wieder rückgängig gemacht und die Bevölkerung musste wieder zum katholischen Glauben zurückkehren. Zwar zogen sich die spanischen Truppen nach 10 Jahren vor den anrückenden Schweden zurück, aber nach der Niederlage der Evangelischen in der Nördlingen 1634 verließen auch die Schweden die Bergstraße und mit dem Schwedisch-Französischen Krieg begann ab 1635 das blutigste Kapitel des Dreißigjährigen Krieges. Aus der Region berichten die Chronisten aus jener Zeit: „Pest und Hunger wüten im Land und dezimieren die Bevölkerung, sodass die Dörfer öfters völlig leer stehen“. Mit dem Westfälischen Frieden von 1648 wurde die Einlösung der Pfandschaft endgültig festgeschrieben.

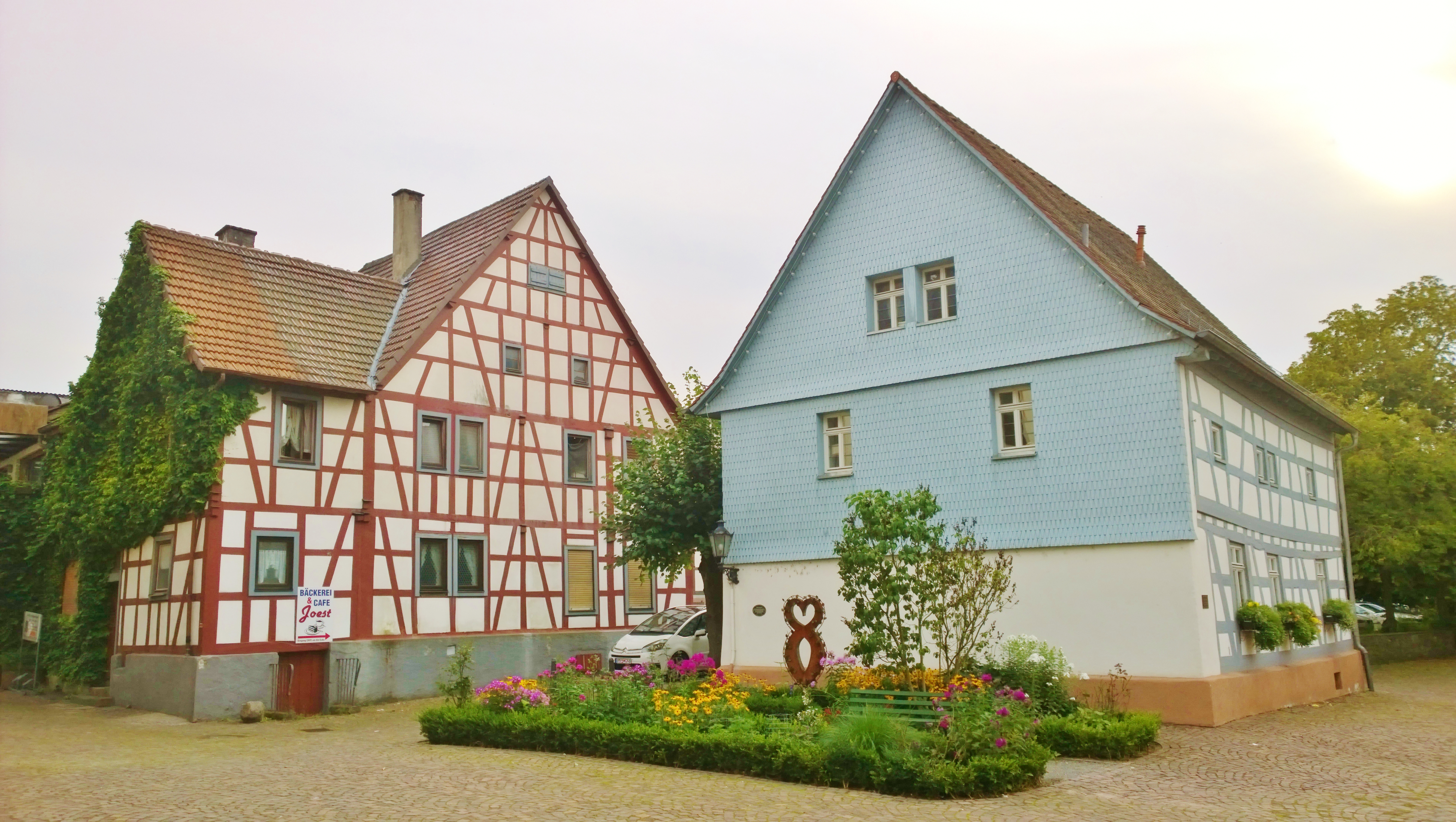
Fachwerkhäuser am Rathausplatz

Die Verwaltung und Gerichtsbarkeit über den Ort erfolgte anfangs durch die Zent Heppenheim, später hatte Mörlenbach seine eigene Zent, deren älteste erhalten gebliebene Beschreibung aus dem Jahr 1504 stammt. Sie verfügte aber nur über die „Niedere Gerichtsbarkeit“ (siehe auch „Zent Mörlenbach“). Zentherr war der Kurfürst von Mainz, die Hohe Gerichtsbarkeit wurde auf dem Landsberg bei Heppenheim ausgeübt und der Oberhof war 1782 das Zentgericht zu Heppenheim.
Als es 1782 zu einer Umstrukturierung im Bereich des Kurmainzer Amtes Starkenburg kam, wurde der Bereich des Amtes in die vier untergeordnete Amtsvogteien Heppenheim, Bensheim, Lorsch und Fürth aufgeteilt und das Amt in Oberamt umbenannt. Die Zente Abtsteinach, Fürth und Mörlenbach, wurden der Amtsvogtei Fürth unterstellt und musste ihre Befugnisse weitgehend abgeben. Zwar blieb die Zentordnung mit dem Zentschultheiß formal bestehen, dieser konnte jedoch nur noch die Anordnungen der übergeordneten Behörden (Oberamt Starkenburg, Unteramt Fürth) ausführen. Das „Oberamt Starkenburg“ gehörte verwaltungsmäßig zum „Unteren Erzstift“ des Kurfürstentums Mainz.
Konrad Dahl berichtet 1812 in seiner Historisch-topographisch-statistische Beschreibung des Fürstenthums Lorsch, oder Kirchengeschichte des Oberrheingaues über den Zentort Mörlenbach:

„Der Flecken Mörlenbach … Von dem Lorscher Abte Diemo, der zu Anfange des 2ten Jahrhunderts regierte, lesen wir (in Cronio. Laur. p. 236) daß er den Zoll und den größten Theil der Zehnden zu Michelstadt und Mörlenbach als Lehen weg gegeben habe. Weiter lesen wir im Lorscher Schenkungebuch (No. 3663) daß in Mörlenbach 6 Freihuben und 28 dienstbare Huben sich befänden, deren jegliche ein Schwein von 2 Jahren und ein Camisile (in Stück Tuch) einer Unze werth, einrichte. … Onerachtet dieser geringen Zahl wird doch dieser Ort nicht allein als ein Flecken betrachtet, der mir verschiedenen Privilegien versehen ist, sondern er erscheint auch zugleich in der Pfandverschreibung der Bergstraß von 1463 und in der Auslösunqsurkunde oder dem Bergsträßer Rezeß von 1650 unter den Schlössern und Städten namentlich angeführt. Onerachtet freilich nicht gerade daraus zu schließen ist, daß Mörlenbach damals als eine Stadt betrachtet worden; so folgt doch so viel daraus, daß dieser Ort unter die vorzüglichsten der Bergstcas gezählt worden sey. Dies geschah aber hauptsächlich wegen seinem Schloß, das vormals ein veste Burg gewesen ist, wir man noch heut zu Tage an den Überbleibseln desselben sehen kann. Dieses Schloß eine alte Curia oder Kellereihof des Klosters Lorsch, wurde in der Urkunde von 1308 (S. Urkunden Buch I. Heft No. VII.) die untere Abtei genennt. Auch der Flecken Mörlenbach selbst war stets mit Wall und Mauern umgeben, so daß er ohne Anstand für einen vorzüglichen Ort gelten kann. Als ein besonderer Vorzug dieses Ortes wird auch angegeben, daß die Stadt Worms die Eich und Maas, wenn sie solche verloren habe, zu Mörlenbach habe wieder hohlen müssen. Mörlenbach ist viermal ganz abgebrennt. … Nachdem die Lorsch Abtei dem Erzstifte Mainz einverleibt worden war, so kam das Patronatrecht dieser Pfarrei an den Erzbischof von Mainz. Im Jahr 1267 schenkte aber Erzbischof Wernher von Mainz neuerding dieses Patronatrecht der Probstei Lorsch. Nach gänzlich eingegangenem Kloster Lorsch zog der Erzbischof das Collationsrecht wieder an sich und blieb auch bis 1802 im Besitze desselben. Ebenso gieng es auch mit dem ganzen Zehenden zu Mörlenbach, welchen nun die Oberschaffnerei Lorsch bezieht. Im Jahr 566 harten zwar auch die Grafen von Erbach die Junker von Stettenberg, und das Schloß Lindenfels, so wie der Pfarrer Antheile am Zehenden, allein alle diese Verhältnisst und Theilungen, sind wie es scheint, nach und nach oder durch Verträge abgekommen. Die Pfarrkirche zu Mörlenbach hat dermalen 7 Filialen, im Jahr 1566 aber hatte solche 12 Dörfer einpfarrend; wahrscheinlich gehörte damals noch die heutige Pfarrei Rimpach dazu, die wenigsten nach dem Wormser Synodalregister im Jahr 1496 noch dazu gehört hatte. Es besteht aber die nunmehrige Graf Erbachische Pfarrei Rimpach aus 6 Orten: Rimbach, Monsbach, Lützelsteinbach, Zotzenbach und Mengelbach, welche mit den obgedachten 7 Ortschaften gerade 12 Filialen ausmachen. Die Pfarrei Mörlenbach wurde in der Folge mir der Pfarrei Fürth vereinigt und ist im Jahr 1701 wieder davon getrennt. Zu Mörlenbach war auch eine Frühmeßpfründt gestiftet, welche aber durch die Reformation eingegangen und der Pfarrei verleibt worden ist. Die alt Burg zu Mörlenbach hatte auch ihre Burgmänner, welche Vasallen der Abtei Lorsch gewesen sind. Eine dergleichen Familie benennte sich sogar von Mörlenbach, wie wir solches aus dem Lorsch Judicialbuche wissen. Einen zu dieser Burg gehörigen Hof (Curiam) verleihet Erzb. Heinrich im Jahr 1338 mit alle dazu gehörigen Güthern zu Landsiedelrecht um den dritten Theil alles davon fallenden Nutzens, dem Conrad Gengilmann zu Mörlenbach. Mörlenbach hat auch zwei Mühlen an der Weschnitz und die dasiqe Gemeinde besitzt einen eigenen aber geringen Wald. Einig andere Distrikte von Waldung gehören theils der Familie von Wamdold zu Mannheim, theils waren solche vormals dem Karmeliterkloster zu Weinheim eigen. Die Familie von Wambold besitzt Güther und Gefälle daselbst als Lehen. Endlich ist auch zu Mörlenbach ein Land und Guldenzoll.“

### Vom 19. Jahrhundert bis heute
Mit dem Reichsdeputationshauptschluss vom Februar 1803 erhielt die Landgrafschaft Hessen-Darmstadt, als Ausgleich für verlorene rechtsrheinische Gebiete, unter anderem Teile der aufgelösten Fürstentümer Kurmainz und Kurpfalz und des Bistums Worms zugesprochen. Damit kam auch das Oberamt Starkenburg und mit ihm Mörlenbach an Hessen-Darmstadt. Dort wurde die „Amtsvogtei Fürth“ vorerst als hessisches Amt weitergeführt, während das Oberamt Starkenburg 1805 aufgelöst wurde.
Die übergeordnete Verwaltungsbehörde war der „Regierungsbezirk Darmstadt“ der ab 1803 auch als „Fürstentum Starkenburg“ bezeichnet wurde. In der Landgrafschaft Hessen-Darmstadt wurde mit Ausführungsverordnung vom 9. Dezember 1803 das Gerichtswesen neu organisiert. Für das Fürstentum Starkenburg wurde das „Hofgericht Darmstadt“ als Gericht der zweiten Instanz eingerichtet. Die Rechtsprechung der ersten Instanz wurde durch die Ämter bzw. Standesherren vorgenommen. Damit hatten die Zente und die mit ihnen verbundenen Zentgerichte endgültig ihre Funktion eingebüßt.
Am 14. August 1806 erhob Napoléon die Landgrafschaft Hessen-Darmstadt, gegen den Beitritt zum Rheinbund und Stellung hoher Militärkontingente an Frankreich, zum Großherzogtum, andernfalls drohte er mit Invasion. 1812 wurde das ehemals Pfälzische Oberamt Lindenfels aufgelöst und das bereits als Zentort bestehende Wald-Michelbach erhielt eine eigene Amtsvogtei, deren Amtsbereich auch Mörlenbach zugewiesen wurde.
1821 wurden im Rahmen einer umfassenden Verwaltungsreform die Amtsvogteien in den Provinzen Starkenburg und Oberhessen des Großherzogtums aufgelöst und Landratsbezirke eingeführt, wodurch Mörlenbach zum Landratsbezirk Lindenfels kam. Im Rahmen dieser Reform wurden auch Landgerichte geschaffen, die unabhängig von der Verwaltung waren. Deren Gerichtsbezirke entsprachen in ihrem Umfang den Landratsbezirken. Für den Landratsbezirk Lindenfels war das Landgericht Fürth als Gericht erster Instanz zuständig. Diese Reform ordnete auch die administrative Verwaltung auf Gemeindeebene. So war die Bürgermeisterei in Mörlenbach auch für Groß- und Kleinbreitenbach, Oberliebersbach und Untermumbach (heute Nieder-Mumbach) zuständig. Entsprechend der Gemeindeverordnung vom 30. Juni 1821 gab es keine Einsetzungen von Schultheißen mehr, sondern einen gewählten Ortsvorstand, der sich aus Bürgermeister, Beigeordneten und Gemeinderat zusammensetzte.
Die Statistisch-topographisch-historische Beschreibung des Großherzogthums Hessen berichtet 1829 über Mörlenbach:

„Mörlenbach (L. Bez. Lindenfels) Marktflecken, liegt 2 St. von Lindenfels und 1 3/4 St. von Fürth, an der Einmündung des Mörlenbachs in die Weschnitz. Der Ort hat 83 Häuser und 683 Enw., die bis auf 21 Luth. und 3 Reform. katholisch sind, und unter diesen 12 Bauern, 56 Handwerker und 13 Taglöhner. Man findet hier noch die Reste eines Schlosses. Jährlich werden drei Viehmärkte abgehalten. – Der Ort wurde 773 von Kaiser Carl dem Großen dem Kloster Lorsch geschenkt, und kam mit diesem Kloster an Mainz. Das hiesige Schloß war vest und ein Kellereihof des vorbemerkten Klosters, und wird in einer Urkunde von 1308 die untere Abtei genannt. Das Schloß hatte seine eigenen Burgmänner, wovon sich eine Familie von Mörlenbach nannte. Dieser Ort wird nicht allein als in Flecken betrachtet, sondern wird auch in der Pfandverschreibung der Bergstraße von 1463 und in dem Bergsträßer Receß von 1650 unter den Schlössern und Städten namentlich aufgeführt. Mörlenbach ist schon viermal ganz abgebrannt, und war früher mit Wällen, Gräben und Mauern umgeben. Der Ort kam 1802 von Mainz an Hessen.“

1832 wurden die Verwaltungseinheiten weiter vergrößert und es wurden Kreise geschaffen. Nach der am 20. August 1832 bekanntgegebenen Neugliederung sollte es in Süd-Starkenburg künftig nur noch die Kreise Bensheim und Lindenfels geben; der Landratsbezirk von Heppenheim sollte in den Kreis Bensheim fallen. Noch vor dem Inkrafttreten der Verordnung zum 15. Oktober 1832 wurde diese aber dahingehend revidiert, dass statt des Kreises Lindenfels neben dem Kreis Bensheim der Kreis Heppenheim als zweiter Kreis gebildet wurde, zu dem nunmehr Mörlenbach gehörte.
Im Neuestes und gründlichstes alphabetisches Lexicon der sämmtlichen Ortschaften der deutschen Bundesstaaten von 1845 heißt es:

„Mörlenbach bei Lindenfelz. – Marktflecken mit einer kathol. Pfarrkirche, hinsichtl. der Evangelischen zur Pfarrei Rimbach gehörig. – 63 H. 683 (meistens kathol.) E. – Großherzogthum Hessen. – Prov. Starkenburg. – Kreis Heppenheim. – Landgericht Fürth. – Hofgericht Darmstadt. – Der Marktflecken Mörlenbach, an der Einmündung des Mörlenbachs in die Weschnitz gelegen, ist im J. 1802 von Mainz an Hessen übergegangen. Von den Einwohnern des Ortes treiben die meisten Handwerke, mehrere auch Landwirtschaft. Uebrigens hat der Ort 3 Viehmarkte. Bei dem Flecken liegen der Eulenhof, der Vohbergshof, die Bettenbacher Höfe, 6 Mühlen, von denen eine die Weschnitzmühle heißt, und 1 Eisenschmelze. In Urkunden des 15. und 17. Jahrhunderts wird Mörlenbach als Stadt bezeichnet, und es soll früher auch mit Wällen, Graben und Mauer umgeben gewesen sein.“

Am 31. Juli 1848 wurden die Kreise und die Landratsbezirke des Großherzogtums abgeschafft und durch „Regierungsbezirke“ ersetzt, wobei die bisherigen Kreise Bensheim und Heppenheim zum Regierungsbezirk Heppenheim vereinigt wurden. Bereits vier Jahre später, im Laufe der Reaktionsära, kehrte man aber zur Einteilung in Kreise zurück und Mörlenbach wurde Teil des neu geschaffenen Kreises Lindenfels.
Die im Dezember 1852 aufgenommenen Bevölkerungs- und Katasterlisten ergaben für Mörlenbach: Ein katholisches Filialdorf mit zwei Mühlen einer Papierfabrik und 339 Einwohnern. Die Gemarkung bestand aus 2050 Morgen, davon waren 966 Morgen Ackerland, 288 Morgen Wiesen und 739 Morgen Wald.
In den Statistiken des Großherzogtums Hessen werden, bezogen auf Dezember 1867, für den Marktflecken Mörlenbach mit eigener Bürgermeisterei, 111 Häuser, 790 Einwohnern, der Kreis Lindenfels, das Landgericht Fürth, die evangelisch-lutherische Pfarrei Rimbach bzw. die reformatorische Pfarrei Wald-Michelbach des Dekanats Lindenfels und die katholische Pfarrei Mörlenbach des Dekanats Heppenheim, angegeben. Durch die Bürgermeisterei wurden außerdem Bettenbach (4 Häuser, 26 Einw.), Gross-Breitenbach (14 Häuser, 103 Einw.), Klein-Breitenbach (7 Häuser, 68 Einw.), Nieder-Mumbach (3 Häuser, 38 Einw.), Ober-Liebersbach (5 Häuser, 45 Einw.) sowie die Neumühle (ein Haus, 12 Einw.) und die Wschnitz-Mühle (ein Haus, 17 Einw.) verwaltet.
1874 wurde eine Anzahl von Verwaltungsreformen beschlossen. So wurden die landesständige Geschäftsordnung sowie die Verwaltung der Kreise und Provinzen durch Kreis- und Provinzialtage geregelt. Die Neuregelung trat am 12. Juli 1874 in Kraft und verfügte auch die Auflösung der Kreise Lindenfels und Wimpfen und die Wiedereingliederung Mörlenbachs in den Kreis Heppenheim.
Im Jahre 1895 wurde die Weschnitztalbahn eröffnet, die Fürth mit Weinheim verbindet und an der Mörlenbach einen Haltepunkt hat. Die Verkehrsanbindung nach Weinheim, Heidelberg, Darmstadt oder Frankfurt wurde durch die Inbetriebnahme dieser Bahnstrecke verbessert. Eine zweite Bahnlinie war die Überwaldbahn, die zwischen Mörlenbach und Grasellenbach-Wahlen verkehrte. Diese wurde 1901 eröffnet und verkehrte bis zur Stilllegung am 20. April 1994.
Im Jahr 1927 wurde die Gemarkungsgröße mit 1182 ha angegeben.
Die hessischen Provinzen Starkenburg, Rheinhessen und Oberhessen wurden 1937 nach der 1936 erfolgten Auflösung der Provinzial- und Kreistage aufgehoben. Zum 1. November 1938 trat dann eine umfassende Gebietsreform auf Kreisebene in Kraft. In der ehemaligen Provinz Starkenburg war der Kreis Bensheim besonders betroffen, da er aufgelöst und zum größten Teil dem Kreis Heppenheim zugeschlagen wurde. Der Kreis Heppenheim übernahm auch die Rechtsnachfolge des Kreises Bensheim und erhielt den neuen Namen Landkreis Bergstraße.
Wie die Einwohnerzahlen von 1939 bis 1950 zeigen, nahm auch Mörlenbach nach dem Krieg viele Flüchtlinge und Vertriebene aus den ehemaligen deutschen Ostgebieten auf.
Im Jahr 1961 wurde die Gemarkungsgröße mit 1182 ha angegeben, davon waren 229 ha Wald.

Mörlenbach 2014
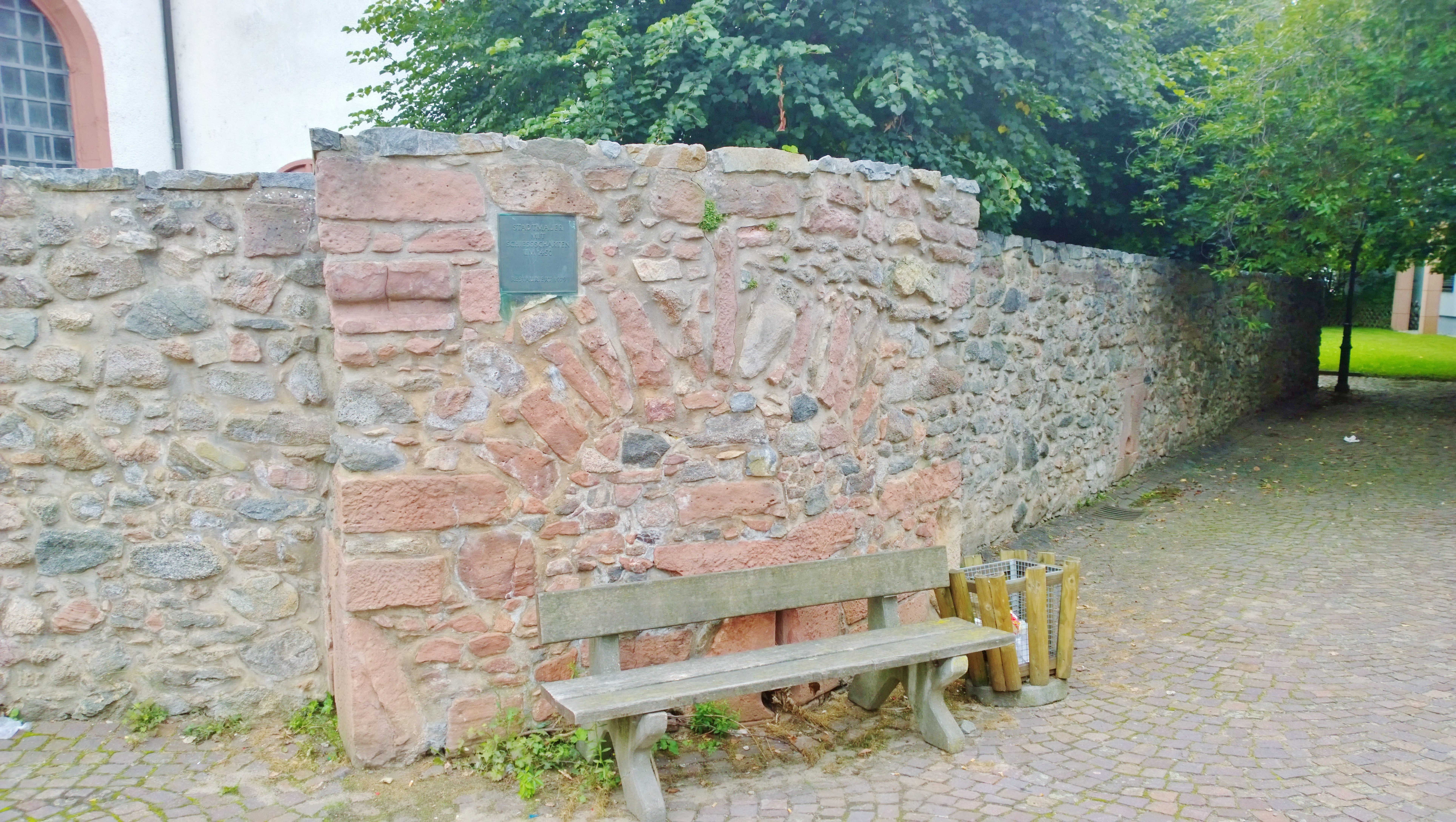
Stadtmauer mit vermauerter Pforte
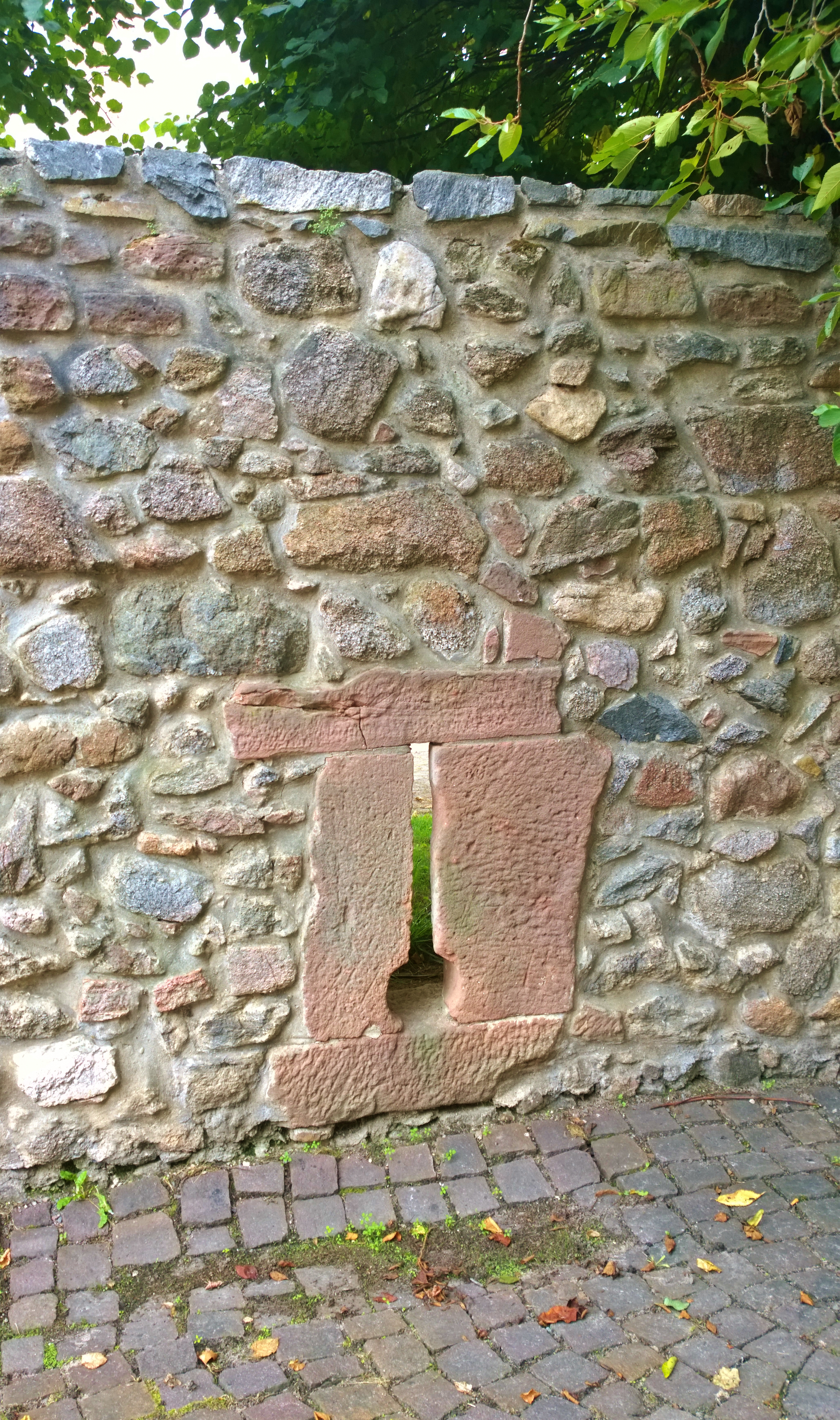
Schießscharte
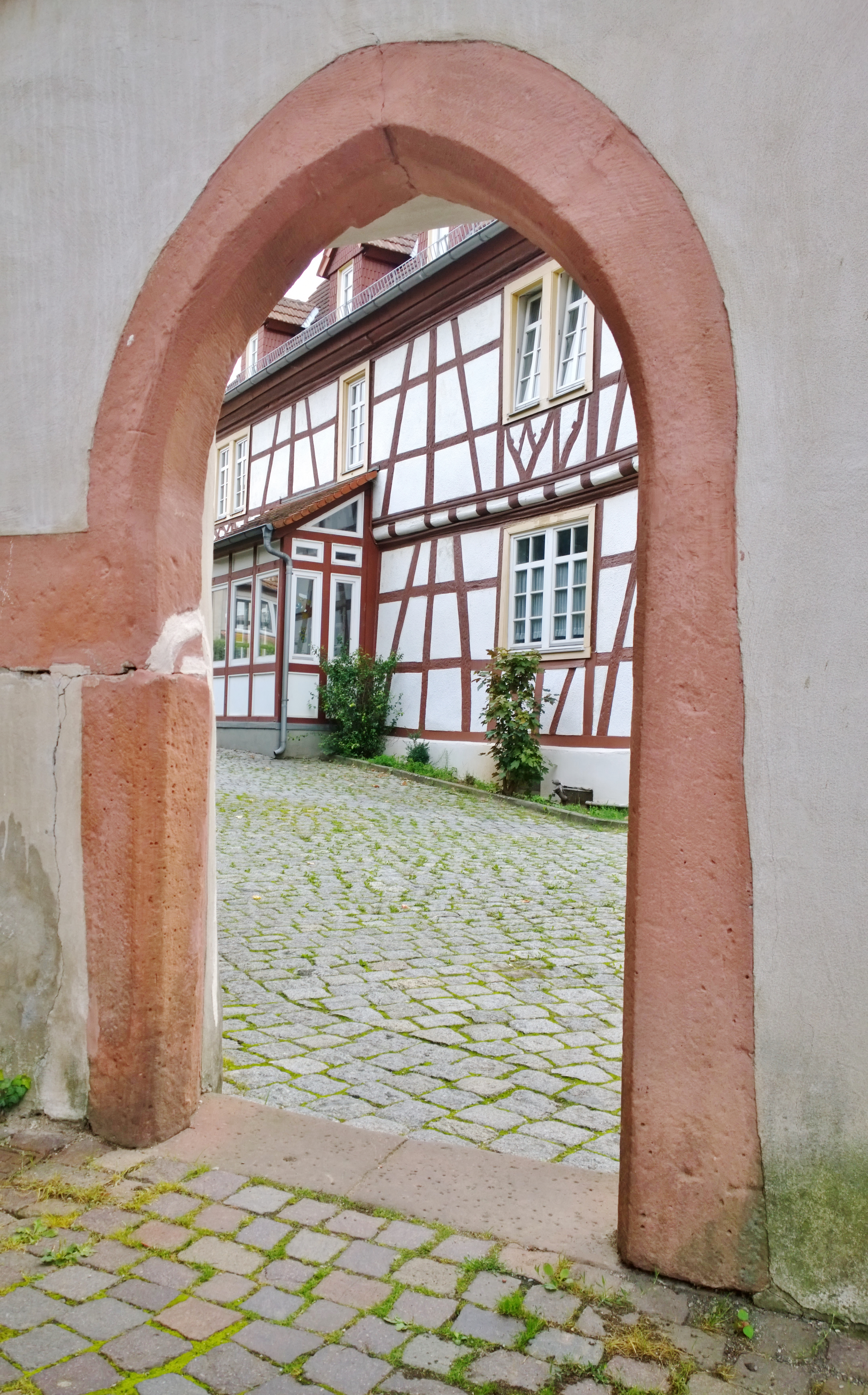
Sandsteinpforte

### Gerichte in Hessen
Die Gerichtsbarkeit ging 1813 an das neue Justizamt in Fürth über. Mit Bildung der Landgerichte im Großherzogtum Hessen war ab 1821 das Landgericht Fürth das Gericht erster Instanz. Anlässlich der Einführung des Gerichtsverfassungsgesetzes mit Wirkung vom 1. Oktober 1879, infolge derer die bisherigen großherzoglich hessischen Landgerichte durch Amtsgerichte an gleicher Stelle ersetzt wurden, während die neu geschaffenen Landgerichte nun als Obergerichte fungierten, kam es zur Umbenennung in Amtsgericht Fürth und Zuteilung zum Bezirk des Landgerichts Darmstadt.

### Eingemeindungen
Im Zuge der Gebietsreform in Hessen wurden die bis dahin selbständigen Gemeinden Ober-Liebersbach, Ober-Mumbach, Vöckelsbach (am 31. Dezember 1970), Weiher (am 1. Juli 1971) und Bonsweiher (am 31. Dezember 1971) auf freiwilliger Basis nach Mörlenbach eingemeindet. 1995 feierte Mörlenbach das 1200-jährige Bestehen.
In Mörlenbach wurden für die Ortsteile folgende sechs Ortsbezirke mit Ortsbeirat und Ortsvorsteher eingerichtet:
1. Mörlenbach-Mitte: Gemarkung Mörlenbach (mit Klein-Breitenbach, Groß-Breitenbach und Bettenbach), aber ohne den Wohnplatz Nieder-Mumbach
2. Weiher (ehemalige Gemeinde Weiher)
3. Bonsweiher (ehemalige Gemeinde Bonsweiher mit Juhöhe)
4. Ober-Mumbach (ehemalige Gemeinde Ober-Mombach mit Geisenbach und Rohrbach und dem Wohnplatz Nieder-Mumbach)
5. Vöckelsbach (ehemalige Gemeinde Vöckelsbach)
6. Ober-Liebersbach (ehemalige Gemeinde Ober-Liebersbach)

### Verwaltungsgeschichte im Überblick
Die folgende Liste zeigt die Staaten und Verwaltungseinheiten, denen Mörlenbach angehört(e):
- vor 1782: Heiliges Römisches Reich, Kurfürstentum Mainz, Amt Starkenburg (1461–1650 an Kurpfalz verpfändet), Zent Mörlenbach
- ab 1782: Heiliges Römisches Reich, Kurfürstentum Mainz, Unteres Erzstift, Oberamt Starkenburg, Amtsvogtei Fürth
- ab 1803: Heiliges Römisches Reich, Landgrafschaft Hessen-Darmstadt,[Anm. 2] Fürstentum Starkenburg, Amt Fürth
- ab 1806: Großherzogtum Hessen,[Anm. 3] Fürstentum Starkenburg, Amt Fürth
- ab 1812: Großherzogtum Hessen, Fürstentum Starkenburg, Amt Waldmichelbach
- ab 1815: Großherzogtum Hessen[Anm. 4], Provinz Starkenburg, Amt Waldmichelbach
- ab 1821: Großherzogtum Hessen, Provinz Starkenburg, Landratsbezirk Lindenfels[Anm. 5]
- ab 1832: Großherzogtum Hessen, Provinz Starkenburg, Kreis Lindenfels
- ab 1848: Großherzogtum Hessen, Regierungsbezirk Heppenheim
- ab 1852: Großherzogtum Hessen, Provinz Starkenburg, Kreis Lindenfels
- ab 1874: Großherzogtum Hessen, Provinz Starkenburg, Kreis Heppenheim
- ab 1871: Deutsches Reich,[Anm. 6] Großherzogtum Hessen, Provinz Starkenburg, Kreis Heppenheim
- ab 1918: Deutsches Reich, Volksstaat Hessen,[Anm. 7] Provinz Starkenburg, Kreis Heppenheim
- ab 1938: Deutsches Reich, Volksstaat Hessen, Landkreis Bergstraße[31][Anm. 8]
- ab 1945: Amerikanische Besatzungszone,[Anm. 9] Groß-Hessen, Regierungsbezirk Darmstadt, Landkreis Bergstraße
- ab 1946: Amerikanische Besatzungszone, Land Hessen, Regierungsbezirk Darmstadt, Landkreis Bergstraße
- ab 1949: Bundesrepublik Deutschland, Land Hessen, Regierungsbezirk Darmstadt, Landkreis Bergstraße

## Bevölkerung

### Einwohnerstruktur 2011
Nach den Erhebungen des Zensus 2011 lebten am Stichtag, dem 9. Mai 2011, in Mörlenbach 9870 Einwohner. Darunter waren 627 (6,4 %) Ausländer, von denen 182 aus dem EU-Ausland, 354 aus anderen europäischen Ländern und 91 aus anderen Staaten kamen. Von den deutschen Einwohnern hatten 7,6 % einen Migrationshintergrund. Nach dem Lebensalter waren 1665 Einwohner unter 18 Jahren, 4098 waren zwischen 18 und 49, 2130 zwischen 50 und 64 und 1977 Einwohner waren älter. Die Einwohner lebten in 4319 Haushalten. Davon waren 1323 Singlehaushalte, 1284 Paare ohne Kinder und 1269 Paare mit Kindern, sowie 361 Alleinerziehende und 82 Wohngemeinschaften. In 912 Haushalten lebten ausschließlich Senioren und in 2931 Haushaltungen leben keine Senioren.

### Einwohnerentwicklung
| • 1566: | 0069 Herdstätten |

| Mörlenbach: Einwohnerzahlen von 1829 bis 2020 | Mörlenbach: Einwohnerzahlen von 1829 bis 2020 | Mörlenbach: Einwohnerzahlen von 1829 bis 2020 | Mörlenbach: Einwohnerzahlen von 1829 bis 2020 | Mörlenbach: Einwohnerzahlen von 1829 bis 2020 |
| --- | --------------------------------------------- | --------------------------------------------- | --------------------------------------------- | --------------------------------------------- |
| Jahr |                                               |                                               |                                               | Einwohner                                     |
| 1829 | 1829                                          |                                               | 991                                           | 991                                           |
| 1834 | 1834                                          |                                               | 1.005                                         | 1.005                                         |
| 1840 | 1840                                          |                                               | 1.043                                         | 1.043                                         |
| 1846 | 1846                                          |                                               | 1.058                                         | 1.058                                         |
| 1852 | 1852                                          |                                               | 1.084                                         | 1.084                                         |
| 1858 | 1858                                          |                                               | 1.162                                         | 1.162                                         |
| 1864 | 1864                                          |                                               | 1.079                                         | 1.079                                         |
| 1871 | 1871                                          |                                               | 1.046                                         | 1.046                                         |
| 1875 | 1875                                          |                                               | 1.070                                         | 1.070                                         |
| 1885 | 1885                                          |                                               | 1.072                                         | 1.072                                         |
| 1895 | 1895                                          |                                               | 998                                           | 998                                           |
| 1905 | 1905                                          |                                               | 1.053                                         | 1.053                                         |
| 1910 | 1910                                          |                                               | 1.190                                         | 1.190                                         |
| 1925 | 1925                                          |                                               | 1.331                                         | 1.331                                         |
| 1939 | 1939                                          |                                               | 1.443                                         | 1.443                                         |
| 1946 | 1946                                          |                                               | 2.309                                         | 2.309                                         |
| 1950 | 1950                                          |                                               | 2.611                                         | 2.611                                         |
| 1956 | 1956                                          |                                               | 2.901                                         | 2.901                                         |
| 1961 | 1961                                          |                                               | 3.203                                         | 3.203                                         |
| 1967 | 1967                                          |                                               | 3.995                                         | 3.995                                         |
| 1970 | 1970                                          |                                               | 4.338                                         | 4.338                                         |
| 1972 | 1972                                          |                                               | 7.690                                         | 7.690                                         |
| 1975 | 1975                                          |                                               | 7.980                                         | 7.980                                         |
| 1980 | 1980                                          |                                               | 8.279                                         | 8.279                                         |
| 1985 | 1985                                          |                                               | 8.630                                         | 8.630                                         |
| 1990 | 1990                                          |                                               | 9.284                                         | 9.284                                         |
| 1995 | 1995                                          |                                               | 10.441                                        | 10.441                                        |
| 2000 | 2000                                          |                                               | 10.622                                        | 10.622                                        |
| 2005 | 2005                                          |                                               | 10.598                                        | 10.598                                        |
| 2010 | 2010                                          |                                               | 10.140                                        | 10.140                                        |
| 2011 | 2011                                          |                                               | 9.870                                         | 9.870                                         |
| 2015 | 2015                                          |                                               | 9.972                                         | 9.972                                         |
| 2020 | 2020                                          |                                               | 10.043                                        | 10.043                                        |
| Datenquelle: Historisches Gemeindeverzeichnis für Hessen: Die Bevölkerung der Gemeinden 1834 bis 1967. Wiesbaden: Hessisches Statistisches Landesamt, 1968. Weitere Quellen: LAGIS; 1972; Hessisches Statistisches Informationssystem; Zensus 2011 Nach 1970 einschließlich der im Zuge der Gebietsreform in Hessen eingegliederten Orte. |                                               |                                               |                                               |                                               |

### Historische Religionszugehörigkeit
| • 1961  | 664 evangelische (= 20,73 %), 2479 katholische (= 77,40 %) Einwohner                                                                                     |
| • 1987: | 3010 evangelische (= 34,34 %), 4748 katholische (= 54,17 %), 1007 sonstige (= 11,49 %) Einwohner                                                         |
| • 2011: | 2880 evangelische (= 29,2 %), 4100 katholische (= 41,6 %), 130 freikirchliche (= 1,4 %), 180 andersgläubig (= 1,8 %), 2510 sonstige (= 25,4 %) Einwohner |

## Politik

### Gemeindevertretung
Die Kommunalwahl am 14. März 2021 lieferte folgendes Ergebnis, in Vergleich gesetzt zu früheren Kommunalwahlen:

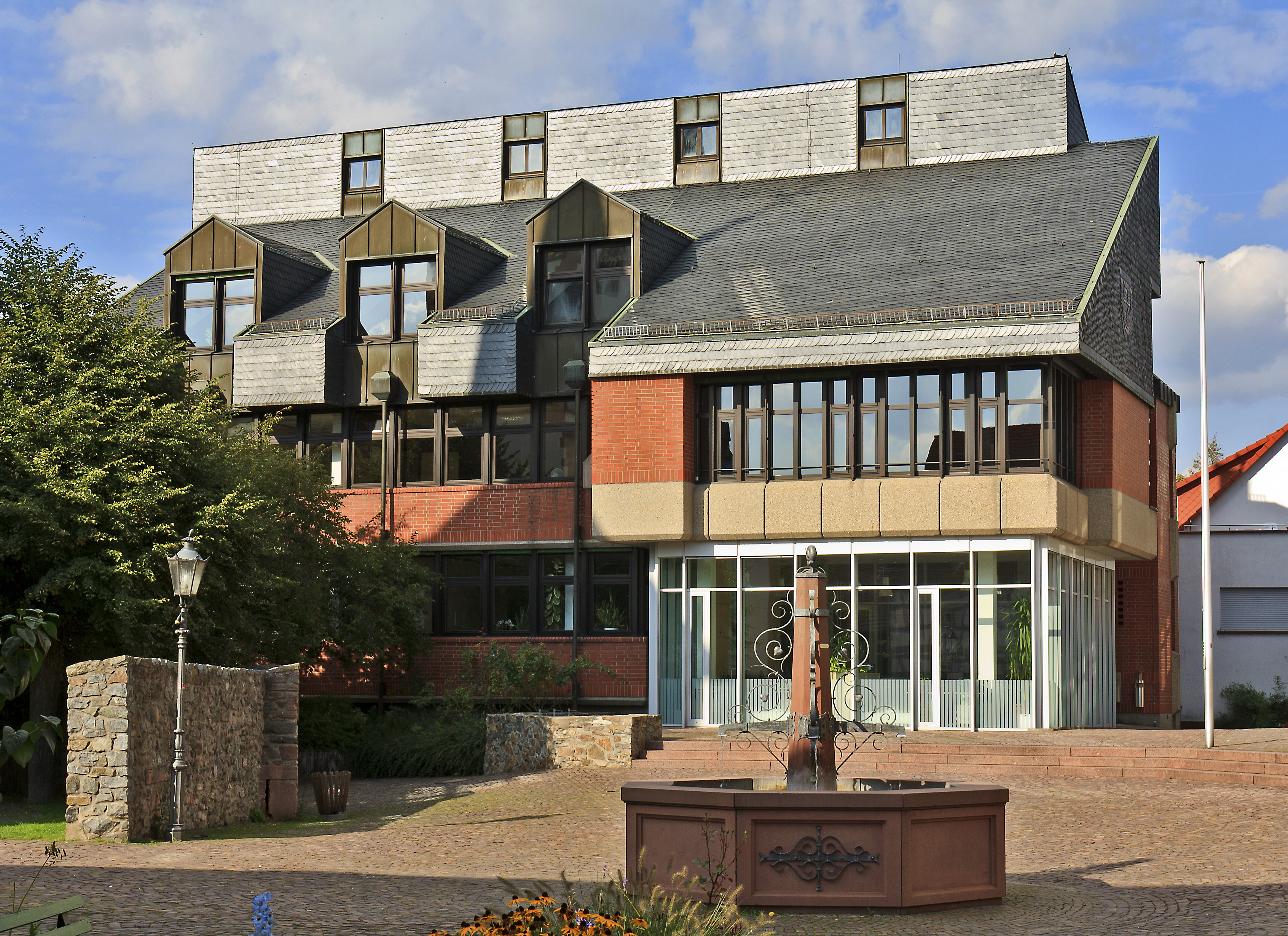
Marktbrunnen und neues Rathaus von 1978

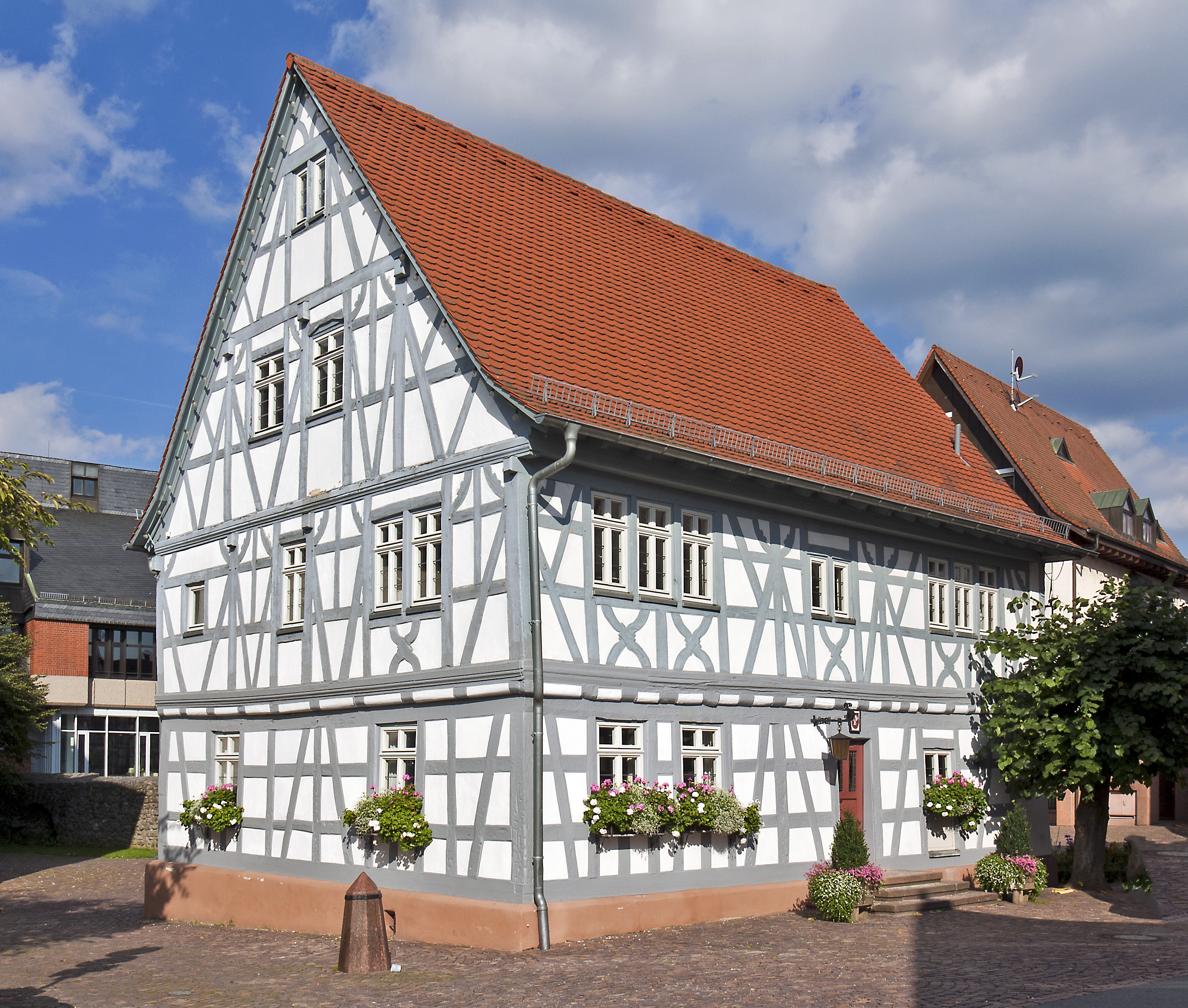
Altes Rathaus

| Sitzverteilung in der Gemeindevertretung 2021Insgesamt 31 Sitze - SPD: 3 - Grüne: 6 - FDP: 3 - FWG: 2 - FM: 5 - CDU: 12 | Parteien und Wählergemeinschaften | Parteien und Wählergemeinschaften                 | % 2021 | Sitze 2021 | % 2016 | Sitze 2016 | % 2011 | Sitze 2011 | % 2006 | Sitze 2006 | % 2001 | Sitze 2001 |
| Sitzverteilung in der Gemeindevertretung 2021Insgesamt 31 Sitze - SPD: 3 - Grüne: 6 - FDP: 3 - FWG: 2 - FM: 5 - CDU: 12 | CDU                               | Christlich Demokratische Union Deutschlands       | 38,0   | 12         | 42,3   | 13         | 41,4   | 13         | 42,7   | 13         | 41,6   | 15         |
| Sitzverteilung in der Gemeindevertretung 2021Insgesamt 31 Sitze - SPD: 3 - Grüne: 6 - FDP: 3 - FWG: 2 - FM: 5 - CDU: 12 | SPD                               | Sozialdemokratische Partei Deutschlands           | 11,3   | 3          | 25,6   | 8          | 26,9   | 8          | 23,8   | 8          | 27,3   | 10         |
| Sitzverteilung in der Gemeindevertretung 2021Insgesamt 31 Sitze - SPD: 3 - Grüne: 6 - FDP: 3 - FWG: 2 - FM: 5 - CDU: 12 | GRÜNE                             | Bündnis 90/Die Grünen                             | 18,9   | 6          | 9,2    | 3          | 17,7   | 6          | 10,3   | 3          | 7,4    | 3          |
| Sitzverteilung in der Gemeindevertretung 2021Insgesamt 31 Sitze - SPD: 3 - Grüne: 6 - FDP: 3 - FWG: 2 - FM: 5 - CDU: 12 | UFW/FWG                           | Unabhängige Freie Wähler/Freie Wählergemeinschaft | 6,5    | 2          | 15,2   | 5          | 9,7    | 3          | 7,3    | 2          | 6,6    | 3          |
| Sitzverteilung in der Gemeindevertretung 2021Insgesamt 31 Sitze - SPD: 3 - Grüne: 6 - FDP: 3 - FWG: 2 - FM: 5 - CDU: 12 | FDP                               | Freie Demokratische Partei                        | 10,7   | 3          | 7,7    | 2          | 4,4    | 1          | 5,8    | 2          | 3,5    | 1          |
| Sitzverteilung in der Gemeindevertretung 2021Insgesamt 31 Sitze - SPD: 3 - Grüne: 6 - FDP: 3 - FWG: 2 - FM: 5 - CDU: 12 | FM                                | Wählergemeinschaft Fortschritt Mörlenbach         | 14,6   | 5          | —      | —          | —      | —          | –      | –          | –      | –          |
| Sitzverteilung in der Gemeindevertretung 2021Insgesamt 31 Sitze - SPD: 3 - Grüne: 6 - FDP: 3 - FWG: 2 - FM: 5 - CDU: 12 | BV                                | Bürgervereinigung                                 | –      | –          | —      | —          | —      | —          | 10,1   | 3          | 13,6   | 5          |
| Sitzverteilung in der Gemeindevertretung 2021Insgesamt 31 Sitze - SPD: 3 - Grüne: 6 - FDP: 3 - FWG: 2 - FM: 5 - CDU: 12 | gesamt                            | gesamt                                            | 100,0  | 31         | 100,0  | 31         | 100,0  | 31         | 100,0  | 31         | 100,0  | 37         |
| Sitzverteilung in der Gemeindevertretung 2021Insgesamt 31 Sitze - SPD: 3 - Grüne: 6 - FDP: 3 - FWG: 2 - FM: 5 - CDU: 12 | Wahlbeteiligung in %              | Wahlbeteiligung in %                              | 55,2   | 55,2       | 47,8   | 47,8       | 47,4   | 47,4       | 47,7   | 47,7       | 54,0   | 54,0       |

### Bürgermeister
Nach der hessischen Kommunalverfassung wird der Bürgermeister für eine sechsjährige Amtszeit gewählt, seit dem Jahr 1993 in einer Direktwahl, und ist Vorsitzender des Gemeindevorstands, dem in der Gemeinde Mörlenbach neben dem Bürgermeister ehrenamtlich ein Erster Beigeordneter und fünf weitere Beigeordnete angehören. Bürgermeister ist seit dem 1. Juli 2021 der parteiunabhängige Erik Kadesch. Er wurde als Nachfolger von Jens Helmstädter, der nach einer Amtszeit nicht wieder kandidiert hatte, pandemiebedingt verschoben, am 14. März 2021 im ersten Wahlgang bei 55,16 Prozent Wahlbeteiligung mit 61,33 Prozent der Stimmen gewählt. Durch die verschobene Wahl verschob sich der Amtswechsel um sechs Monate vom 1. Januar auf den 1. Juli 2021.
Amtszeiten der Bürgermeister
- 2021–2027 Erik Kadesch[44]
- 2015–2021 Jens Helmstädter[45]
- 1991–2014 Lothar Knopf
- 1972–1990 Ludwig Marquart

### Bürgerentscheide
In Mörlenbach gab es bisher einen Bürgerentscheid. Am 26. Mai 2019 stimmten 2952 (60,13 %) Wahlberechtigte für die Aufhebung eines Beschlusses der Gemeindevertretung in Bezug auf die Planung eines Gewerbegebiets Nordost, 1957 (39,87 %) stimmten dagegen. Die Fragestellung lautete: „Sind Sie dafür, dass der Aufstellungsbeschluss der Gemeindevertretung Mörlenbach zum Bebauungsplan“Gewerbegebiet Nordost„vom 6. November 2018 aufgehoben wird?“ Die Wahlbeteiligung lag bei 62 %. Die erforderliche Stimmenzahl für die Gültigkeit des Entscheids lag bei 2021 Stimmen und wurde deutlich überschritten.

### Wappen
Das Mörlenbacher Wappen zeigt drei silberne Glocken auf rotem Grund. Es wurde 1950 genehmigt. Die Farben erinnern an die ehemaligen Lehnsherren Lorsch und Kurmainz. Die abgebildeten Glocken wurden einer Sage nach in Mörlenbach während des Dreißigjährigen Kriegs aus Angst vor Plünderern in einem Teich versenkt, jedoch später trotz intensiver Suche nicht wiedergefunden.

### Städtepartnerschaften
Mörlenbach pflegt partnerschaftliche Beziehungen zu
- Großbreitenbach in Thüringen, seit 1998[51]
- Aszófő, Komitat Veszprém (Ungarn), seit 2005
- Gondreville, Département Meurthe-et-Moselle (Frankreich), seit 2005
- Gárdony-Agárd, Region Mitteltransdanubien (Ungarn), seit 2007

## Kultur und Sehenswürdigkeiten

### Bauwerke
Rund um den Rathausplatz mit dem Dorfbrunnen findet man das alte und das neue Rathaus, die katholische Kirche und einen restaurierten Rest der Befestigungsmauer aus dem 13. Jahrhundert.

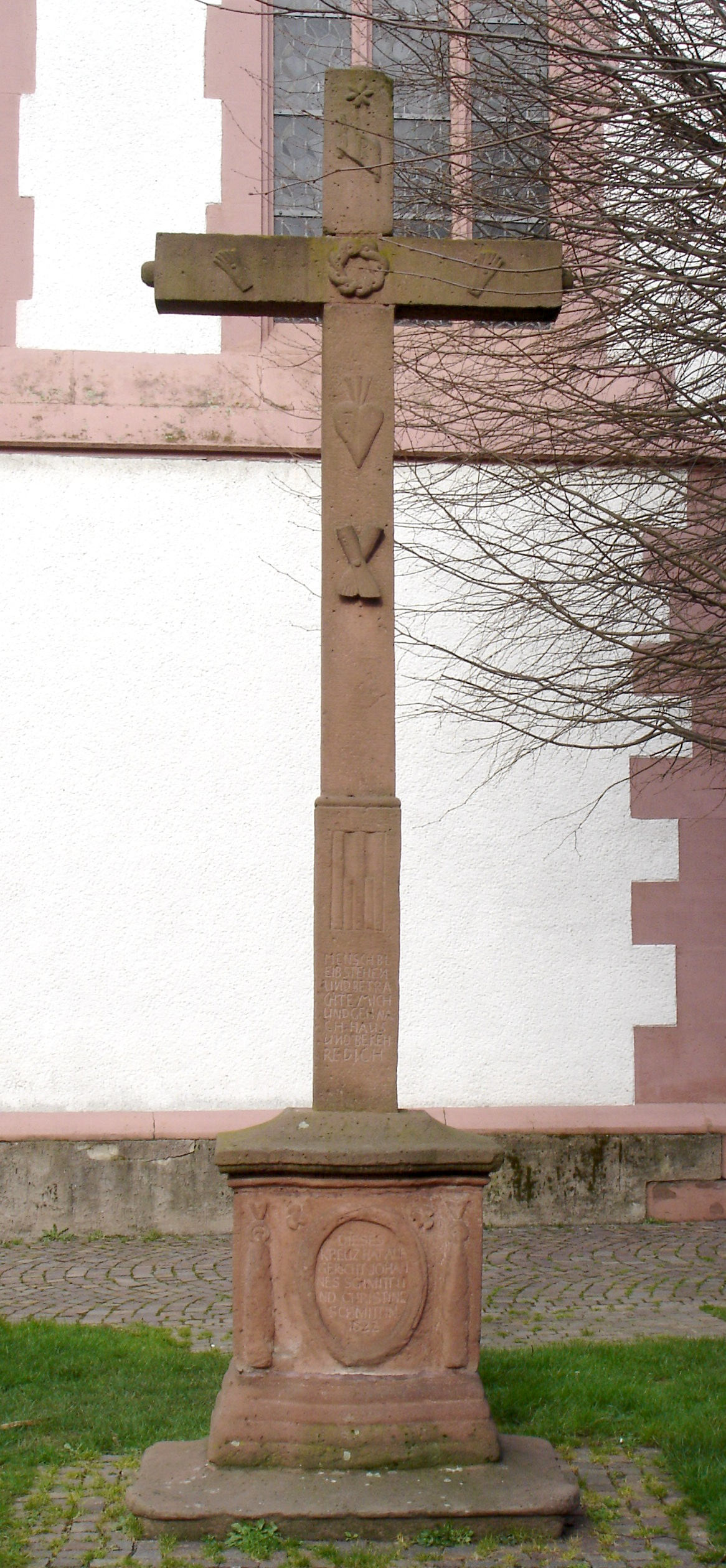
Kreuz von 1822

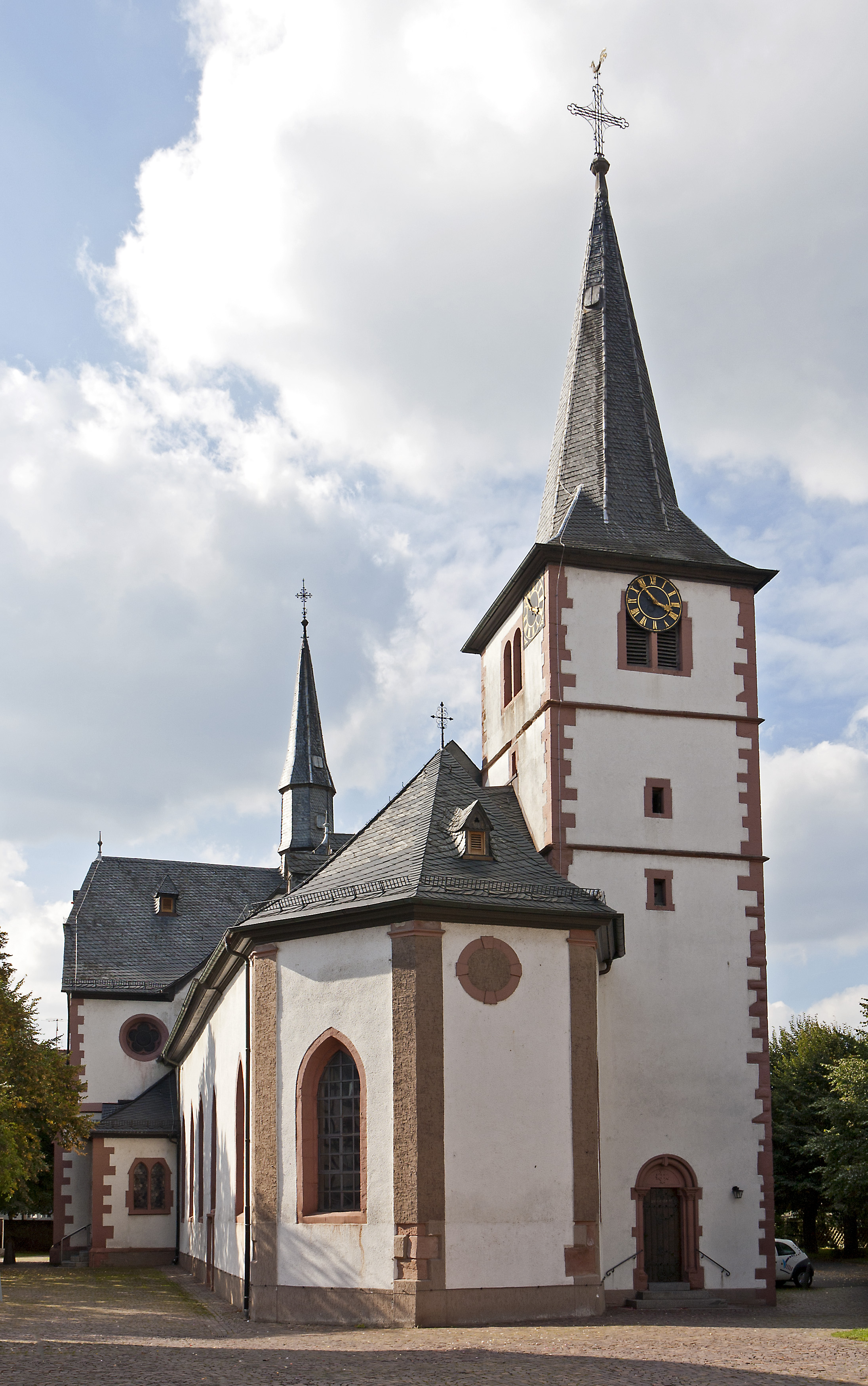
Katholische Pfarrkirche St. Bartholomäus

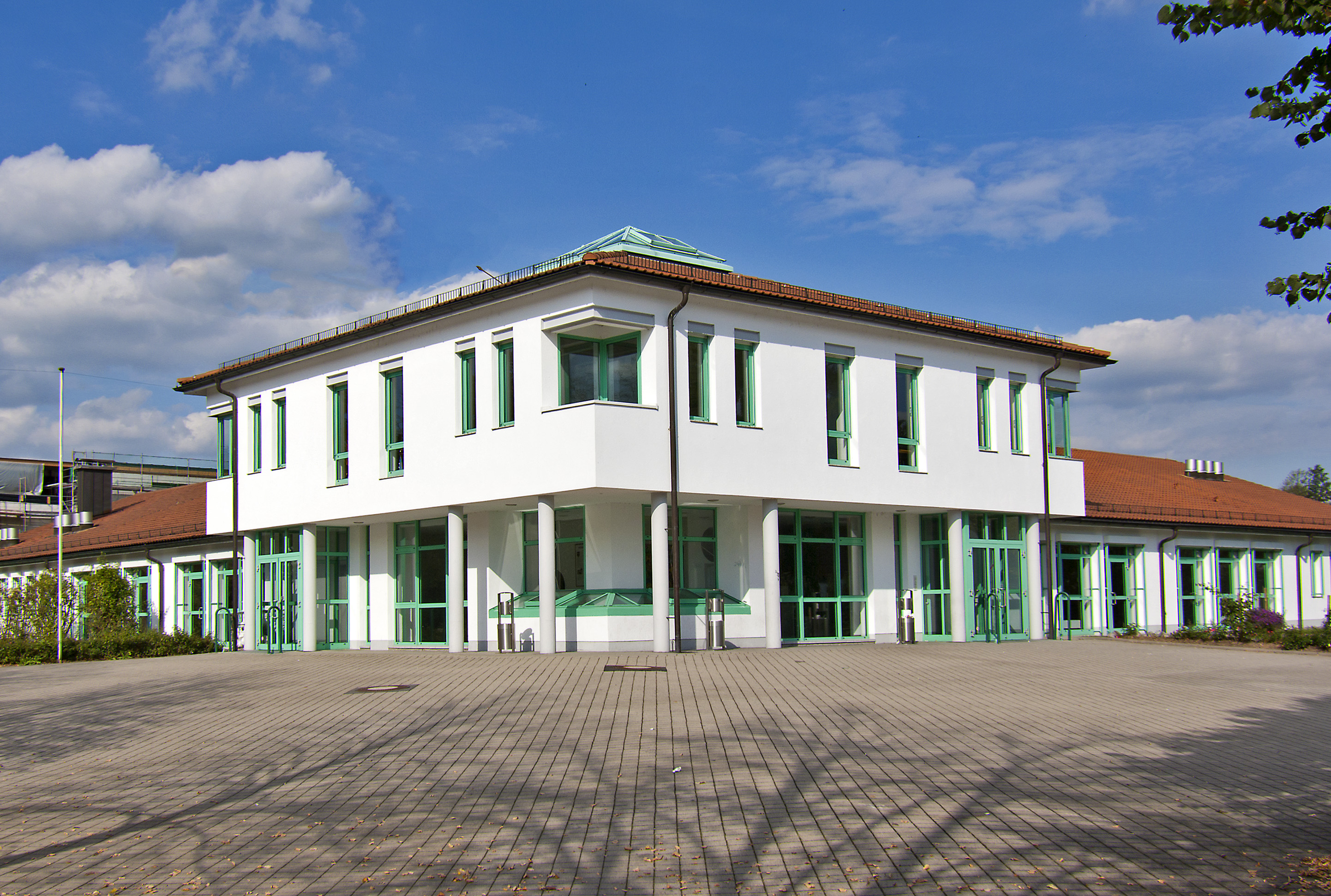
Bürgerhaus

Das alte Rathaus stammt laut Türsturz aus dem Jahr 1504, das Fachwerk wurde jedoch in der zweiten Hälfte des 17. Jahrhunderts stark verändert. Bis 1930/31 als Schule und Lehrerwohnung verwendet, wurde das Gebäude dann zum Verwaltungssitz des Bürgermeisters umgebaut, welcher 1978 in das neu gebaute Rathaus verlegt wurde. Innen und außen renoviert wird es nun u. a. für standesamtliche Trauungen verwendet.
Die aus dem 12. und 13. Jahrhundert stammende katholische Pfarrkirche St. Bartholomäus beherbergt neben anderen Kunstwerken drei Altäre, darunter einer von Michel Erhart von 1494 und eine 350 Jahre alte Orgel aus der Kapelle des Friedrichsbaus im Heidelberger Schloss.
In Mörlenbach findet man mehrere Kreuze aus Rotsandstein, wie das vor dem südlichen Querhaus der katholischen Kirche von 1822.
Das 1994 fertiggestellte Bürgerhaus bietet Platz für bis zu 900 Personen und wird für ein breites Spektrum an Veranstaltungen verwendet.

### Regelmäßige Veranstaltungen
Am letzten Augustwochenende findet jedes Jahr die Mörlenbacher Kerwe statt, deren Zentrum das Kerwedorf bildet. Höhepunkte sind das Feuerwerk am Freitag sowie der Kerweumzug mit rund 50 Zugnummern am Sonntag.
Am ersten Adventswochenende findet jedes Jahr der Mörlenbacher Adventsmarkt am Rathaus statt.
Am Fastnachtssamstag und am Samstag der vorhergehenden Woche finden jährlich die beiden Fastnachtsveranstaltungen der „Mörlenbacher Wasserschnecken“ – veranstaltet von der Kolpingfamilie Mörlenbach – im Bürgerhaus statt.
Alle zwei Jahre veranstalten Handel, Handwerk und Gewerbe im Zentrum Mörlenbachs den Krämermarkt, der sowohl der Leistungsschau als auch der Erhaltung alten Brauchtums dient.

## Wirtschaft und Infrastruktur

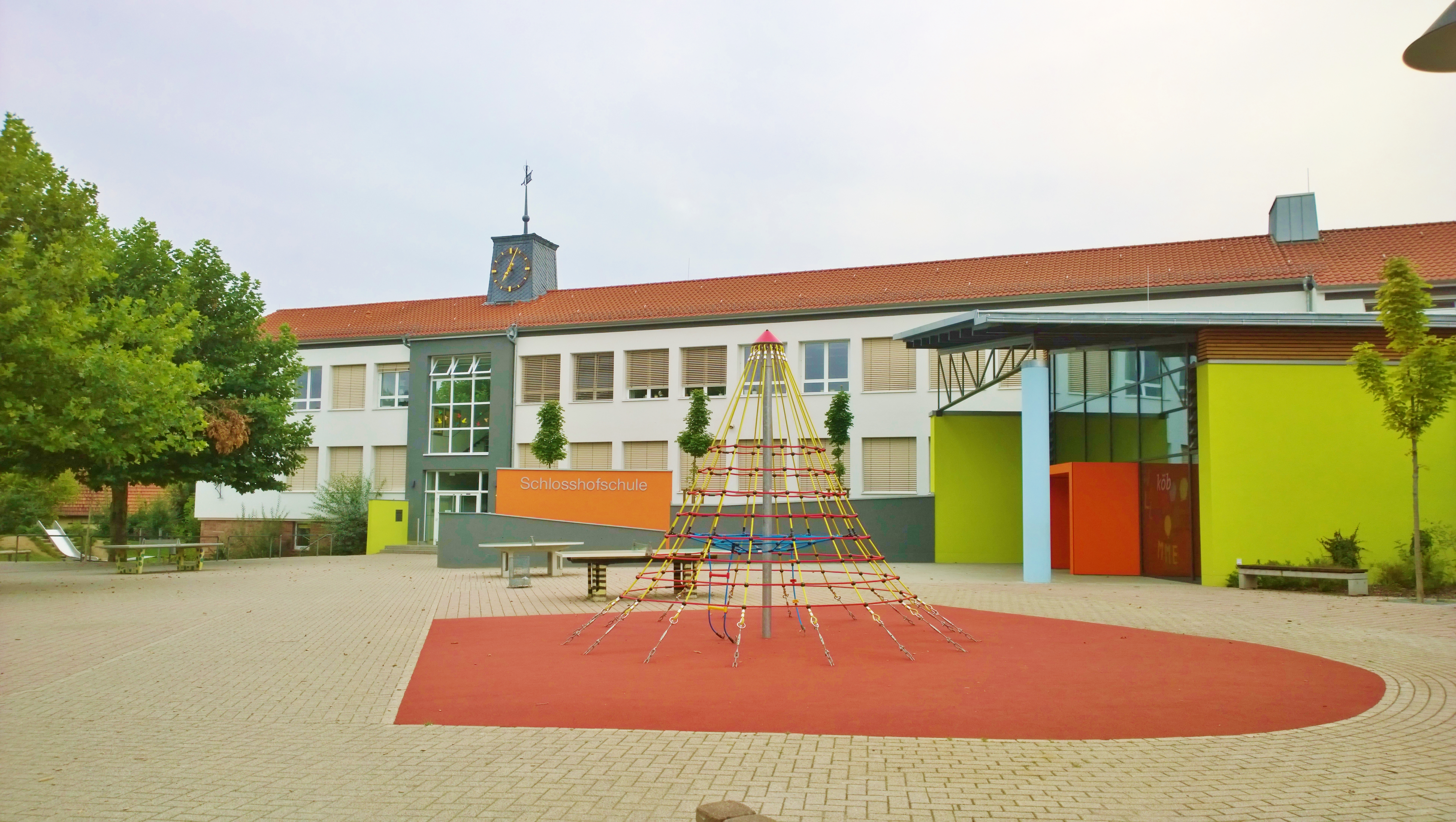
Die Schlosshofschule, hier befand sich im Mittelalter die Burg Mörlenbach

### Bildung
- 6 Kindergärten
- Grundschule Weiher
- Grund- und Hauptschule (Schlosshofschule)
- Schule für Lernhilfe (Weschnitztalschule)
- Schule mit dem Förderschwerpunkt geistige Entwicklung (Seebergschule)
- Waldorfschule Mörlenbach (Freie Schule Laubenhöhe)

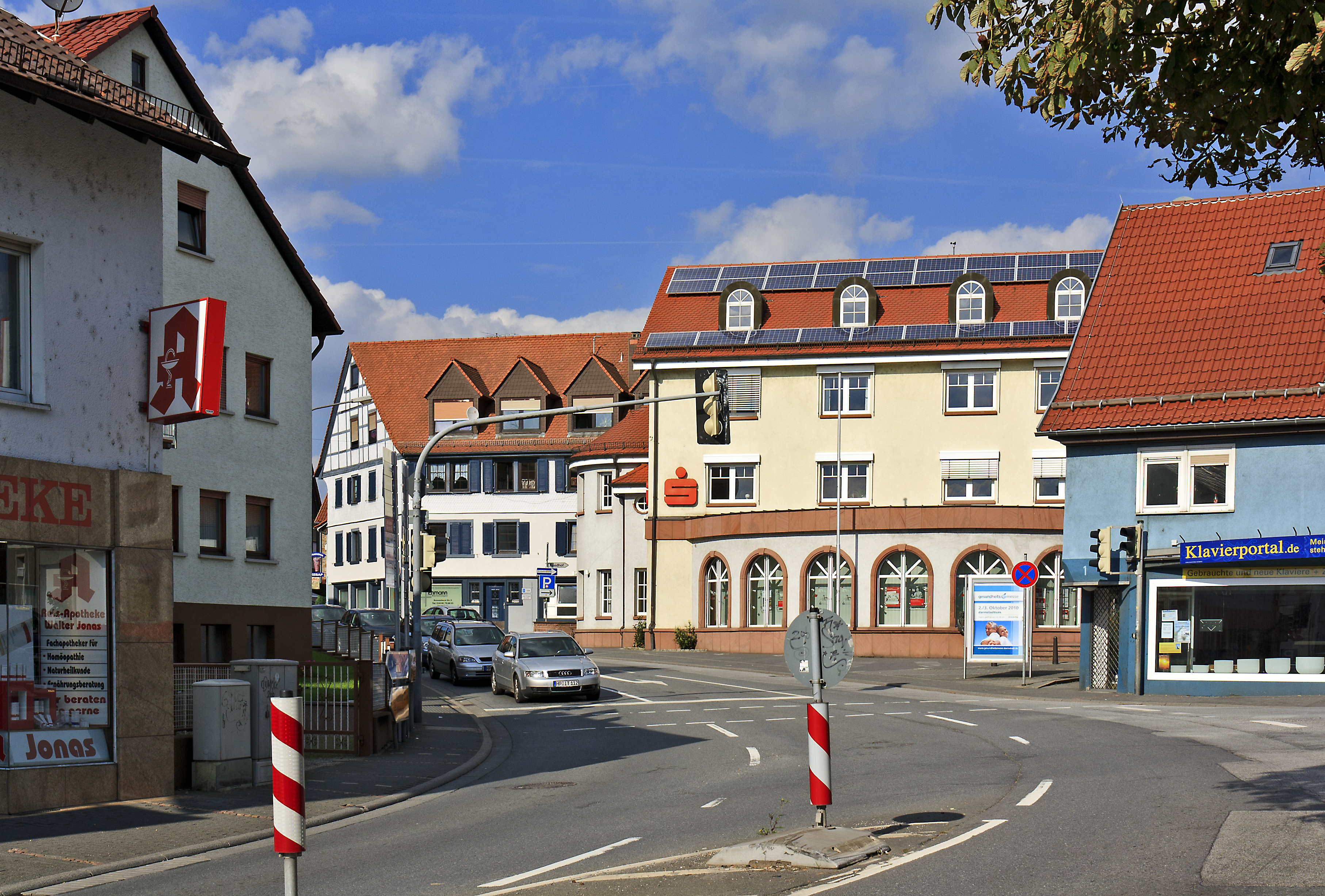
Durch den Ortskern führende B 38

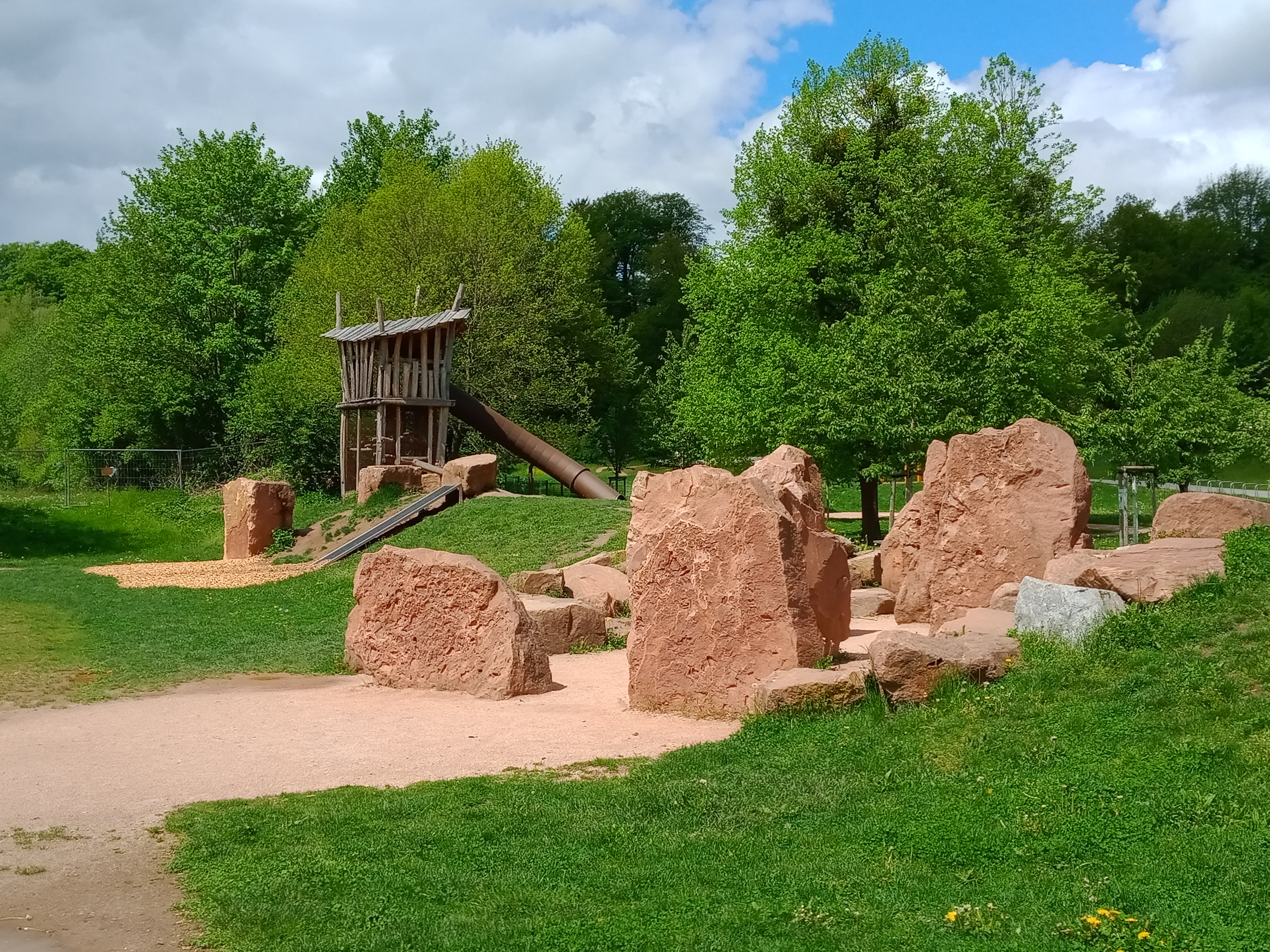
Alla hopp!-Anlage

### Verkehr
Aufgrund der zentralen Lage im Weschnitztal ist Mörlenbach ein Verkehrsknotenpunkt. Durch Mörlenbach führt die Bundesstraße 38, welche die Hauptverkehrsader in den Ballungsraum Rhein-Neckar ist. Im Ortskern mündet die L 3120 aus dem Überwald kommend in die B 38 und führt weiter nach Heppenheim. Der 1999 eingeweihte Saukopftunnel verbindet Mörlenbach direkt mit dem Autobahnnetz.
Die Ortsumgehung B 38a ist im Bau und soll zu einer Entlastung der innerörtlichen Verkehrssituation beitragen.
Mörlenbach liegt im Bereich des Verkehrsverbundes Rhein-Neckar. Der Bahnhof Mörlenbach liegt an der Weschnitztalbahn Weinheim–Fürth (Odenwald). Dort halten stündlich, in den Hauptverkehrszeiten halbstündlich, Regionalbahnen der DB Regio AG. Von der Weschnitztalbahn zweigte die 1983 stillgelegte Überwaldbahn nach Wahlen ab. Diese Strecke wird seit August 2013 für touristischen Draisinenverkehr genutzt.

### Freizeitangebot
Im September 2017 wurde in Mörlenbach eine von deutschlandweit 19 alla hopp!-Anlagen eröffnet. Auf dem 15.000 m² großen Gelände findet man zahlreiche Bewegungs-, Sport- und Spielangebote.

## Persönlichkeiten
- Franz Adam Wagner (1869–1956), Landtagsabgeordneter
- Fritz Mey (1904–1993), Direktor des Zirkus Sarrasani, Träger des Bundesverdienstkreuzes 1. Klasse, lebte und starb in Mörlenbach
- Margot Trooger (1923–1994), Bühnen- und Filmschauspielerin, lebte und starb in Mörlenbach
- Heinz Fraas (* 1941), Politiker, Mitglied des Hessischen Landtags
- Peter Stephan (* 1951), Politiker, Mitglied des Hessischen Landtags